# Liste der BMW-Motorräder
Diese Liste der BMW-Motorräder ist nicht alphabetisch, sondern chronologisch und nach Motortypen gegliedert. Aktuelle in Deutschland erhältliche Modelle sind mit fetter Schrift hervorgehoben. Die angegebenen Jahreszahlen dienen nur der groben Orientierung. Produktion und Vertrieb unterscheiden sich je nach betrachtetem Absatzmarkt stark und lassen sich hier nicht komplett darstellen. Diese werden, wenn genau bekannt, in den entsprechenden Artikeln erörtert.

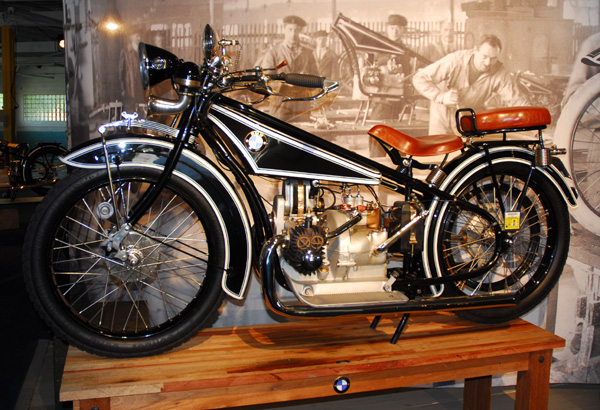
Das erste BMW-Motorrad, R 32 von 1923

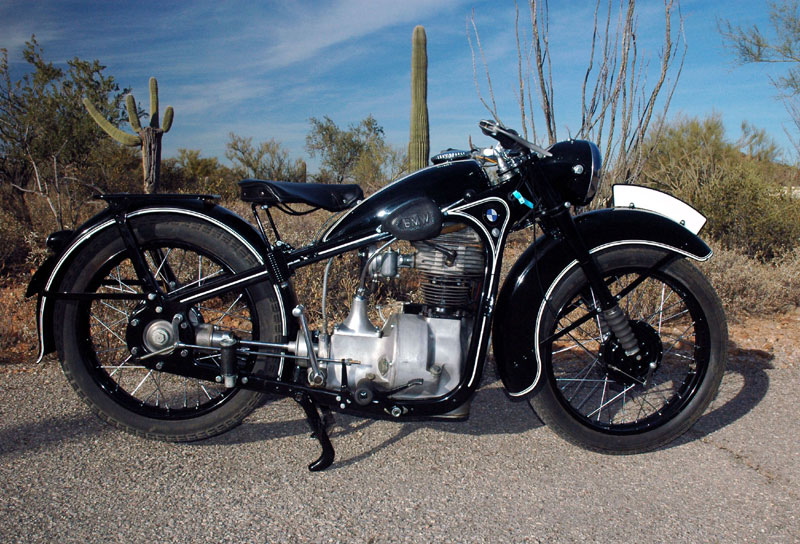
BMW R 35 von 1938

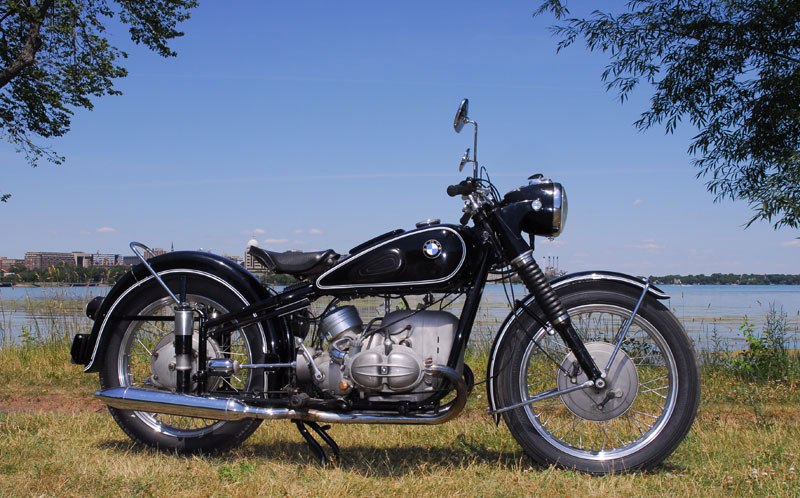
BMW R 68 Bj. 1954

## R-Baureihe
Die R-Baureihe ist die erste Baureihe von BMW-Motorrädern. Die Modelle werden von Einzylindermotoren (bis 1966) und Zweizylinder-Boxermotoren (bis heute) angetrieben. Das R steht für Rad, um die Motoren von den bisher produzierten Flugmotoren abzugrenzen.

### Technische Daten der Zweizylinder-Motorräder 1923–1969
Quelle: Stefan Knittel, BMW-Motorräder - 65 Jahre Tradition und Innovation, 4. Auflage, Bleicher Verlag 1984, ISBN 3-88350-152-2, S. 122–187
| Modell                       | R 32                                     | R 37                       | R 42                              | R 47                              | R 52                       | R 57                       | R 62                       | R 63                       | R 11                                                                           | R 16                                               | R 12                                       | R 17                                       | R 5                                     | R 6                                     | R 35                                    | R 51                                    | R 66                                    | R 61                                    | R 71                                       | R 75                                                                         | R 51                                    | R 51/2                                  | R 51/3                                                                       | R 67                                                                         | R 67/2                                                                       | R 67/3                                                                       | R 68                                                                         | R 50, R 50/2                                                                 | R 60                                                                         | R 60/2                                                                       | R 69                                                                         | R 50 S                                                                       | R 69 S                                                                       |
| ---------------------------- | ---------------------------------------- | -------------------------- | --------------------------------- | --------------------------------- | -------------------------- | -------------------------- | -------------------------- | -------------------------- | ------------------------------------------------------------------------------ | -------------------------------------------------- | ------------------------------------------ | ------------------------------------------ | --------------------------------------- | --------------------------------------- | --------------------------------------- | --------------------------------------- | --------------------------------------- | --------------------------------------- | ------------------------------------------ | ---------------------------------------------------------------------------- | --------------------------------------- | --------------------------------------- | ---------------------------------------------------------------------------- | ---------------------------------------------------------------------------- | ---------------------------------------------------------------------------- | ---------------------------------------------------------------------------- | ---------------------------------------------------------------------------- | ---------------------------------------------------------------------------- | ---------------------------------------------------------------------------- | ---------------------------------------------------------------------------- | ---------------------------------------------------------------------------- | ---------------------------------------------------------------------------- | ---------------------------------------------------------------------------- |
| Bauzeit                      | 1923–1926                                | 1925–1927                  | 1926–1928                         | 1926–1928                         | 1928–1930                  | 1928–1930                  | 1928–1930                  | 1928–1930                  | 1929–1934                                                                      | 1929–1934                                          | 1935–1942                                  | 1935–1942                                  | 1936–1937                               | 1937                                    | 1937–1940                               | 1938–1940                               | 1937                                    | 1937                                    | 1935–1942                                  | 1941–1945                                                                    | 1950–1951                               | 1951–1954                               | 1951–1954                                                                    | 1951                                                                         | 1952–1954                                                                    | 1955–1956                                                                    | 1952–1954                                                                    | 1955–1969                                                                    | 1956–1960                                                                    | 1960–1969                                                                    | 1955–1960                                                                    | 1960–1962                                                                    | 1960–1969                                                                    |
| Bohrung × Hub [mm × mm]      | 68 × 68                                  | 68 × 68                    | 68 × 68                           | 68 × 68                           | 63 × 78                    | 68 × 68                    | 78 × 78                    | 83 × 68                    | 78 × 78                                                                        | 83 × 68                                            | 78 × 78                                    | 83 × 68                                    | 68 × 68                                 | 70 × 78                                 | 72 × 84                                 | 68 × 68                                 | 69,8 × 78                               | 70 × 78                                 | 78 × 78                                    | 78 × 78                                                                      | 68 × 68                                 | 68 × 68                                 | 68 × 68                                                                      | 72 × 73                                                                      | 72 × 73                                                                      | 72 × 73                                                                      | 72 × 73                                                                      | 68 × 68                                                                      | 72 × 73                                                                      | 72 × 73                                                                      | 72 × 73                                                                      | 68 × 68                                                                      | 72 × 73                                                                      |
| Hubraum [cm3]                | 498                                      | 498                        | 494                               | 494                               | 487                        | 494                        | 745                        | 735                        | 745                                                                            | 735                                                | 745                                        | 735                                        | 494                                     | 596                                     | 342                                     | 494                                     | 597                                     | 596                                     | 745                                        | 745                                                                          | 494                                     | 494                                     | 494                                                                          | 594                                                                          | 594                                                                          | 594                                                                          | 594                                                                          | 494                                                                          | 594                                                                          | 594                                                                          | 594                                                                          | 494                                                                          | 594                                                                          |
| Ventilsteuerung              | [SV]                                     | [OHV]                      | SV                                | OHV                               | SV                         | OHV                        | SV                         | OHV                        | SV                                                                             | OHV                                                | SV                                         | OHV                                        | OHV                                     | SV                                      | OHV                                     | OHV                                     | OHV                                     | SV                                      | SV                                         | OHV                                                                          | OHV                                     | OHV                                     | OHV                                                                          | OHV                                                                          | OHV                                                                          | OHV                                                                          | OHV                                                                          | OHV                                                                          | OHV                                                                          | OHV                                                                          | OHV                                                                          | OHV                                                                          | OHV                                                                          |
| Verdichtung                  | 5                                        | 6,2                        | 4,9                               | 5,8                               | 5                          | 5,8                        | 5,5                        | 6,2                        | 5,5                                                                            | 6,5                                                | 5,2                                        | 6,5                                        | 6,7                                     | 6                                       | 6                                       | 6,7                                     | 6,8                                     | 6                                       | 5,2                                        | 5,8                                                                          | 6,3                                     | 6,3                                     | 6,3                                                                          | 6,3                                                                          | 6,3                                                                          | 6,3                                                                          | 7,5                                                                          | 6,8                                                                          | 6,5                                                                          | 7,5                                                                          | 8                                                                            | 9,2                                                                          | 9,5                                                                          |
| Leistung (PS)                | 8,5                                      | 16                         | 12                                | 18                                | 12                         | 18                         | 18                         | 24                         | 18 20 (5. Serie 1934)                                                          | 25 33 (3. Serie 1932)                              | 18 20 (Zweivergaser-Version)               | 33                                         | 24                                      | 18                                      | 14                                      | 24                                      | 30                                      | 18                                      | 22                                         | 26                                                                           | 24                                      | 24                                      | 24                                                                           | 26                                                                           | 28                                                                           | 28                                                                           | 35                                                                           | 26                                                                           | 28                                                                           | 30                                                                           | 35                                                                           | 35                                                                           | 42                                                                           |
| bei 1/min                    | 3300                                     | 4000                       | 3400                              | 4000                              | 3400                       | 4000                       | 3400                       | 4000                       | 3400 / 4000                                                                    | 4000                                               | 3400 4000                                  | 5000                                       | 5800                                    | 4800                                    | 4500                                    | 5600                                    | 5300                                    | 4800                                    | 4600                                       | 4000                                                                         | 5600                                    | 5800                                    | 5600                                                                         | 5500                                                                         | 5600                                                                         | 5600                                                                         | 7000                                                                         | 5800                                                                         | 5600                                                                         | 6800                                                                         | 6800                                                                         | 7650                                                                         | 7000                                                                         |
| Vergaser                     | 1 BMW spezial 22 mm                      | 1 BMW Dreischieber 26 mm   | 1 BMW spezial 22 mm               | 1 BMW spezial 22 mm               | 1 BMW Zweischieber 22 mm   | 1 BMW Zweischieber 22 mm   | 1 BMW Zweischieber 24 mm   | 1 BMW Zweischieber 24 mm   | 1 BMW Dreidüsen 24 mm 1 Sum 24 mm (3. Serie 1932) 2 Amal 25 mm (5. Serie 1934) | 1 BMW Dreidüsen 26 mm 2 Amal 25 mm (3. Serie 1932) | 1 Sum Register 25 mm oder 2 Amal 23,85 mm  | 2 Amal 25,4 mm                             | 2 Amal 22,2 mm                          | 2 Amal 22,2 mm                          | 1 Sum-Dreidüsen 22 mm                   | 2 Amal 22,2 mm                          | 2 Amal 23,8 mm                          | 2 Amal 22,2 mm                          | 2 Graetzin 24 mm                           | 2 Graetzin 24 mm                                                             | 2 Bing 22 mm                            | 2 Bing 22 mm                            | 2 Bing 22 mm                                                                 | 2 Bing 24 mm                                                                 | 2 Bing 24 mm                                                                 | 2 Bing 24 mm                                                                 | 2 Bing 26 mm                                                                 | 2 Bing 24 mm                                                                 | 2 Bing 24 mm                                                                 | 2 Bing 26 mm                                                                 | 2 Bing 26 mm                                                                 | 2 Bing 26 mm                                                                 | 2 Bing 26 mm                                                                 |
| Elektr. Anlage               | Bosch-Magnetzünder                       | Bosch-Magnetzünder         | Bosch-Magnetzünder                | Bosch-Magnetzünder                | Bosch-Magnetzünder         | Bosch-Magnetzünder         | Bosch-Magnetzünder         | Bosch-Magnetzünder         | Bosch-Zündlichtmagnet Batteriezündung (1934)                                   | Bosch-Zündlichtmagnet Batteriezündung (1934)       | Bosch-Zündlichtmagnet oder Batteriezündung | Bosch-Zündlichtmagnet oder Batteriezündung | Bosch-Batteriezündung und Lichtmaschine | Bosch-Batteriezündung und Lichtmaschine | Bosch-Batteriezündung und Lichtmaschine | Bosch-Batteriezündung und Lichtmaschine | Bosch-Batteriezündung und Lichtmaschine | Bosch-Batteriezündung und Lichtmaschine | Bosch-Zündlichtmagnet oder Batteriezündung | Noris-Magnetzündung mit Fliehkraftverstellung und Noris-Lichtmaschine 6 Volt | Bosch-Batteriezündung und Lichtmaschine | Bosch-Batteriezündung und Lichtmaschine | Noris-Magnetzündung mit Fliehkraftverstellung und Noris-Lichtmaschine 6 Volt | Noris-Magnetzündung mit Fliehkraftverstellung und Noris-Lichtmaschine 6 Volt | Noris-Magnetzündung mit Fliehkraftverstellung und Noris-Lichtmaschine 6 Volt | Noris-Magnetzündung mit Fliehkraftverstellung und Noris-Lichtmaschine 6 Volt | Noris-Magnetzündung mit Fliehkraftverstellung und Noris-Lichtmaschine 6 Volt | Noris-Magnetzündung mit Fliehkraftverstellung und Noris-Lichtmaschine 6 Volt | Noris-Magnetzündung mit Fliehkraftverstellung und Noris-Lichtmaschine 6 Volt | Noris-Magnetzündung mit Fliehkraftverstellung und Noris-Lichtmaschine 6 Volt | Noris-Magnetzündung mit Fliehkraftverstellung und Noris-Lichtmaschine 6 Volt | Noris-Magnetzündung mit Fliehkraftverstellung und Noris-Lichtmaschine 6 Volt | Noris-Magnetzündung mit Fliehkraftverstellung und Noris-Lichtmaschine 6 Volt |
| Kupplung                     | Einscheiben trocken                      | Einscheiben trocken        | Einscheiben trocken               | Einscheiben trocken               | Einscheiben trocken        | Einscheiben trocken        | Einscheiben trocken        | Einscheiben trocken        | Zweischeiben trocken                                                           | Einscheiben trocken                                | Zweischeiben trocken                       | Zweischeiben trocken                       | Einscheiben trocken                     | Einscheiben trocken                     | Einscheiben trocken                     | Einscheiben trocken                     | Einscheiben trocken                     | Einscheiben trocken                     | Zweischeiben trocken                       | Einscheiben trocken                                                          | Einscheiben trocken                     | Einscheiben trocken                     | Einscheiben trocken                                                          | Einscheiben trocken                                                          | Einscheiben trocken                                                          | Einscheiben trocken                                                          | Einscheiben trocken                                                          | Einscheiben trocken                                                          | Einscheiben trocken                                                          | Einscheiben trocken                                                          | Einscheiben trocken                                                          | Einscheiben trocken                                                          | Einscheiben trocken                                                          |
| Getriebe                     | Dreigang Handschaltung                   | Dreigang Handschaltung     | Dreigang Handschaltung            | Dreigang Handschaltung            | Dreigang Handschaltung     | Dreigang Handschaltung     | Dreigang Handschaltung     | Dreigang Handschaltung     | Dreigang Handschaltung                                                         | Dreigang Handschaltung                             | Viergang Handschaltung                     | Viergang Handschaltung                     | Viergang Fußschaltung                   | Viergang Fußschaltung                   | Viergang Handschaltung                  | Viergang Fußschaltung                   | Viergang Fußschaltung                   | Viergang Fußschaltung                   | Viergang Handschaltung                     | Viergang Fuß- und Handschaltung, Gelände-Untersetzung und Rückwärtsgang      | Viergang Fußschaltung                   | Viergang Fußschaltung                   | Viergang Fußschaltung                                                        | Viergang Fußschaltung                                                        | Viergang Fußschaltung                                                        | Viergang Fußschaltung                                                        | Viergang Fußschaltung                                                        | Viergang Fußschaltung                                                        | Viergang Fußschaltung                                                        | Viergang Fußschaltung                                                        | Viergang Fußschaltung                                                        | Viergang Fußschaltung                                                        | Viergang Fußschaltung                                                        |
| Rahmen                       | Doppelschleifen-Rohrrahmen               | Doppelschleifen-Rohrrahmen | Doppelschleifen-Rohrrahmen        | Doppelschleifen-Rohrrahmen        | Doppelschleifen-Rohrrahmen | Doppelschleifen-Rohrrahmen | Doppelschleifen-Rohrrahmen | Doppelschleifen-Rohrrahmen | Doppelschleifen-Pressstahlrahmen                                               | Doppelschleifen-Pressstahlrahmen                   | Doppelschleifen-Pressstahlrahmen           | Doppelschleifen-Pressstahlrahmen           | Doppelschleifen-Rohrrahmen              | Doppelschleifen-Rohrrahmen              | Doppelschleifen-Pressstahlrahmen        | Doppelschleifen-Rohrrahmen              | Doppelschleifen-Rohrrahmen              | Doppelschleifen-Rohrrahmen              | Doppelschleifen-Rohrrahmen                 | Doppelschleifen-Rohrrahmen                                                   | verschweißter Rohrrahmen                | verschweißter Rohrrahmen                | verschweißter Rohrrahmen                                                     | verschweißter Rohrrahmen                                                     | verschweißter Rohrrahmen                                                     | verschweißter Rohrrahmen                                                     | verschweißter Rohrrahmen                                                     | verschweißter Rohrrahmen                                                     | verschweißter Rohrrahmen                                                     | verschweißter Rohrrahmen                                                     | verschweißter Rohrrahmen                                                     | verschweißter Rohrrahmen                                                     | verschweißter Rohrrahmen                                                     |
| Radaufhängung vorn           | Blattfeder-Rohrschwinge                  | Blattfeder-Rohrschwinge    | Blattfeder-Rohrschwinge           | Blattfeder-Rohrschwinge           | Blattfeder-Rohrschwinge    | Blattfeder-Rohrschwinge    | Blattfeder-Rohrschwinge    | Blattfeder-Rohrschwinge    | Blattfeder-Rohrschwinge                                                        | Blattfeder-Rohrschwinge                            | Teleskopgabel                              | Teleskopgabel                              | Teleskopgabel                           | Teleskopgabel                           | Teleskopgabel                           | Teleskopgabel                           | Teleskopgabel                           | Teleskopgabel                           | Teleskopgabel                              | Teleskopgabel                                                                | Teleskopgabel                           | Teleskopgabel                           | Teleskopgabel                                                                | Teleskopgabel                                                                | Teleskopgabel                                                                | Teleskopgabel                                                                | Teleskopgabel                                                                | Langarmschwinge mit Federbeinen (System Earles) ab 1967 US-Modell: Telegabel | Langarmschwinge mit Federbeinen (System Earles)                              | Langarmschwinge mit Federbeinen (System Earles) ab 1967 US-Modell: Telegabel | Langarmschwinge mit Federbeinen (System Earles)                              | Langarmschwinge mit Federbeinen (System Earles)                              | Langarmschwinge mit Federbeinen (System Earles) ab 1967 US-Modell: Telegabel |
| Radaufhängung hinten         | starr                                    | starr                      | starr                             | starr                             | starr                      | starr                      | starr                      | starr                      | starr                                                                          | starr                                              | starr                                      | starr                                      | starr                                   | starr                                   | starr                                   | Geradwegfederung                        | Geradwegfederung                        | Geradwegfederung                        | Geradwegfederung                           | starr                                                                        | Geradwegfederung                        | Geradwegfederung                        | Geradwegfederung                                                             | Geradwegfederung                                                             | Geradwegfederung                                                             | Geradwegfederung                                                             | Geradwegfederung                                                             | Langarmschwinge mit Federbeinen                                              | Langarmschwinge mit Federbeinen                                              | Langarmschwinge mit Federbeinen                                              | Langarmschwinge mit Federbeinen                                              | Langarmschwinge mit Federbeinen                                              | Langarmschwinge mit Federbeinen                                              |
| Reifen [Zoll]                | 26 × 3                                   | 26 × 3                     | 26 × 3,5                          | 26 × 3,5                          | 26 × 3,5                   | 26 × 3,5                   | 26 × 3,5                   | 26 × 3,5                   | 26 × 3,5                                                                       | 26 × 3,5                                           | 3,5 × 19                                   | 3,5 × 19                                   | 3,5 × 19                                | 3,5 × 19                                | 3,5 × 19                                | 3,5 × 19                                | 3,5 × 19                                | 3,5 × 19                                | 3,5 × 19                                   |                                                                              | 3,5 × 19                                | 3,5 × 19                                | 3,5 × 19                                                                     | 3,5 × 19                                                                     | 3,5 × 19                                                                     | 3,5 × 19 vorn 4,0 × 18 hinten                                                | 3,5 × 18                                                                     | 3,5 × 18                                                                     | 3,5 × 18                                                                     | 3,5 × 18                                                                     | 3,5 × 18                                                                     | 3,5 S × 18                                                                   | 3,5 S × 18                                                                   |
| Bremse vorn                  | Innenbackenbremse 150 mm (1. Serie ohne) | Innenbackenbremse 150 mm   | Innenbackenbremse 150 mm          | Innenbackenbremse 150 mm          | Trommelbremse 200 mm       | Trommelbremse 200 mm       | Trommelbremse 200 mm       | Trommelbremse 200 mm       | Trommelbremse 200 mm                                                           | Trommelbremse 200 mm                               | Trommelbremse 200 mm                       | Trommelbremse 200 mm                       | Trommelbremse 200 mm                    | Trommelbremse 200 mm                    | Trommelbremse                           | Trommelbremse 200 mm                    | Trommelbremse 200 mm                    | Trommelbremse 200 mm                    | Trommelbremse 200 mm                       | Trommelbremse 250 mm                                                         | Trommelbremse 200 mm                    | Trommelbremse 200 mm                    | Trommelbremse 200 mm                                                         | Trommelbremse 200 mm                                                         | Duplexbremse 200 mm (1952) Vollnabe 200 mm (1954)                            | Vollnabe 200 mm                                                              | Duplexbremse 200 mm (1952) Vollnabe 200 mm (1954)                            | Vollnaben-Duplextrommel-bremse 200 mm                                        | Vollnaben-Duplextrommel-bremse 200 mm                                        | Vollnaben-Duplextrommel-bremse 200 mm                                        | Vollnaben-Duplextrommel-bremse 200 mm                                        | Vollnaben-Duplextrommel-bremse 200 mm                                        | Vollnaben-Duplextrommel-bremse 200 mm                                        |
| Bremse hinten                | Klotzbremse                              | Klotzbremse                | Außenbackenbremse auf Kardanwelle | Außenbackenbremse auf Kardanwelle | Kardanbremse               | Kardanbremse               | Kardanbremse               | Kardanbremse               | Kardanbremse                                                                   | Kardanbremse                                       | Trommelbremse 200 mm                       | Trommelbremse 200 mm                       | Trommelbremse 200 mm                    | Trommelbremse 200 mm                    | Trommelbremse                           | Trommelbremse 200 mm                    | Trommelbremse 200 mm                    | Trommelbremse 200 mm                    | Trommelbremse 200 mm                       | Trommelbremse 250 mm                                                         | Trommelbremse 200 mm                    | Trommelbremse 200 mm                    | Trommelbremse 200 mm                                                         | Trommelbremse 200 mm                                                         | Trommelbremse 200 mm                                                         | Trommelbremse 200 mm                                                         | Trommelbremse 200 mm                                                         | Trommelbremse 200 mm                                                         | Trommelbremse 200 mm                                                         | Trommelbremse 200 mm                                                         | Trommelbremse 200 mm                                                         | Trommelbremse 200 mm                                                         | Trommelbremse 200 mm                                                         |
| Länge [mm]                   | 2100                                     | 2100                       | 2100                              | 2100                              | 2100                       | 2100                       | 2100                       | 2100                       | 2100                                                                           | 2100                                               | 2100                                       | 2100                                       | 2130                                    | 2130                                    | 2000                                    | 2130                                    | 2130                                    | 2130                                    | 2130                                       | 2400 (mit Seitenwagen)                                                       | 2130                                    | 2130                                    | 2130                                                                         | 2130                                                                         | 2130                                                                         | 2130                                                                         | 2150                                                                         | 2130                                                                         | 2130                                                                         | 2130                                                                         | 2130                                                                         | 2130                                                                         | 2130                                                                         |
| Breite [mm]                  | 800                                      | 800                        | 800                               | 800                               | 800                        | 800                        | 800                        | 800                        | 890                                                                            | 890                                                | 900                                        | 900                                        | 800                                     | 800                                     | 800                                     | 815                                     | 815                                     | 815                                     | 815                                        | 1730 (mit Seitenwagen)                                                       | 815                                     | 815                                     | 790                                                                          | 790                                                                          | 790                                                                          | 790                                                                          | 790                                                                          | 660                                                                          | 790                                                                          | 790                                                                          | 790                                                                          | 790                                                                          | 790                                                                          |
| Höhe [mm]                    | 950                                      | 950                        | 950                               | 950                               | 950                        | 950                        | 950                        | 950                        | 950                                                                            | 950                                                | 940                                        | 940                                        | 950                                     | 950                                     | 950                                     | 960                                     | 960                                     | 960                                     | 960                                        | 1000 (mit Seitenwagen)                                                       | 720 (Sattel)                            | 720 (Sattel)                            | 720 (Sattel)                                                                 | 720 (Sattel)                                                                 | 720 (Sattel)                                                                 | 720 (Sattel)                                                                 | 725 (Sattel)                                                                 | 725 (Sattel)                                                                 | 720 (Sattel)                                                                 | 720 (Sattel)                                                                 | 720 (Sattel)                                                                 | 720 (Sattel)                                                                 | 720 (Sattel)                                                                 |
| Tankinhalt [Liter]           | 14                                       | 14                         | 14                                | 14                                | 12,5                       | 12,5                       | 12,5                       | 12,5                       | 14                                                                             | 14                                                 | 14                                         | 14                                         | 15                                      | 15                                      | 12                                      | 14                                      | 14                                      | 14                                      | 14                                         | 24                                                                           | 14                                      | 14                                      | 17                                                                           | 17                                                                           | 17                                                                           | 17                                                                           | 17                                                                           | 17                                                                           | 17                                                                           | 17                                                                           | 17                                                                           | 17                                                                           | 17                                                                           |
| Leergewicht [kg]             | 120                                      | 134                        | 126                               | 130                               | 152                        | 150                        | 155                        | 152                        | 162                                                                            | 165                                                | 185                                        | 183                                        | 165                                     | 175                                     | 155                                     | 182                                     | 187                                     | 184                                     | 187                                        | 420 (mit Seitenwagen)                                                        | 185                                     | 185                                     | 190                                                                          | 192                                                                          | 192                                                                          | 192                                                                          | 193                                                                          | 195                                                                          | 195                                                                          | 198                                                                          | 202                                                                          | 198                                                                          | 202                                                                          |
| Höchstgeschwindigkeit [km/h] | 95                                       | 115                        | 95                                | 110                               | 100                        | 115                        | 115                        | 120                        | 100                                                                            | 120                                                | 110                                        | 140                                        | 135                                     | 125                                     | 100                                     | 140                                     | 145                                     | 115                                     | 125                                        | 95                                                                           | 140                                     | 140                                     | 140                                                                          | 145                                                                          | 145                                                                          | 145                                                                          | 160                                                                          | 140                                                                          | 145                                                                          | 150                                                                          | 165                                                                          | 160                                                                          | 175                                                                          |
| Stückzahlen                  | 3090                                     | 152                        | 6502                              | 1720                              | 4377                       | 1006                       | 4355                       | 794                        | 7500                                                                           | 1106                                               | 36008                                      | 434                                        | 2652                                    | 1850                                    | 15386                                   | 3775                                    | 1669                                    | 3747                                    | 3458                                       | > 18000                                                                      | 5000                                    | 5000                                    | 18420                                                                        | 1470                                                                         | 4234                                                                         | 700                                                                          | 1452                                                                         | 13510 50/2: 19036                                                            | 3530                                                                         | 17306                                                                        | 2956                                                                         | 1634                                                                         | 11317                                                                        |
| Preis [Mk, RM, DM]           | 2200                                     | 2900                       | 1510                              | 1850                              | 1510                       | 1850                       | 1650                       | 2100                       | 1750                                                                           | 2200                                               | 1630                                       | 2040                                       | 1550                                    | 1375                                    | 995                                     | 1595                                    | 1695                                    | 1420                                    | 1595                                       | 2630                                                                         | 2750                                    | 2750                                    | 2750                                                                         | 2875                                                                         | 3235                                                                         | 3235                                                                         | 3950                                                                         | 3050                                                                         | 3235                                                                         | 3315                                                                         | 3950                                                                         | 3535                                                                         | 4030                                                                         |

### Technische Daten der Zweizylinder-Motorräder 1969–1996
| Modell                       | R 50/5                                                         | R 60/5                                                | R 75/5                                                | R 60/6                                                | R 75/6                                                | R 90/6                                                | R 90 S                                                | R 60/7                                                | R 75/7                                                | R 80/7                                                | R 100/7                                               | R 100 S                                               | R 100 RS                                              | R 100 RT                                              | R 100 CS                                              | R 100 T                                               | R 45 N                                                | R 45 S                                                | R 65                                                  | R 65 LS                                               | R 80 G/S                                              | R 80 ST                                               | R 80 RT                                               | R 65                                                  | R 80                                                  | R 80 RT2                                              | R 100 RS3                                             | R 100 RT                                              | R 65 GS                                               | R 80 GS                                                 | R 100 GS                                                | R 80 R                                                  | R 100 R                                                 | R 80 Basic                                              |
| ---------------------------- | -------------------------------------------------------------- | ----------------------------------------------------- | ----------------------------------------------------- | ----------------------------------------------------- | ----------------------------------------------------- | ----------------------------------------------------- | ----------------------------------------------------- | ----------------------------------------------------- | ----------------------------------------------------- | ----------------------------------------------------- | ----------------------------------------------------- | ----------------------------------------------------- | ----------------------------------------------------- | ----------------------------------------------------- | ----------------------------------------------------- | ----------------------------------------------------- | ----------------------------------------------------- | ----------------------------------------------------- | ----------------------------------------------------- | ----------------------------------------------------- | ----------------------------------------------------- | ----------------------------------------------------- | ----------------------------------------------------- | ----------------------------------------------------- | ----------------------------------------------------- | ----------------------------------------------------- | ----------------------------------------------------- | ----------------------------------------------------- | ----------------------------------------------------- | ------------------------------------------------------- | ------------------------------------------------------- | ------------------------------------------------------- | ------------------------------------------------------- | ------------------------------------------------------- |
| Bauzeit                      | 1969–1973                                                      | 1969–1973                                             | 1969–1973                                             | 1973–1976                                             | 1973–1976                                             | 1973–1976                                             | 1973–1976                                             | 1976–1980                                             | 1976–1977                                             | 1977–1980                                             | 1976–1980                                             | 1976–1980                                             | 1976–1984                                             | 1976–1984                                             | 1980–1984                                             | 1978–1980                                             | 1978–1985                                             | 1978–1985                                             | 1978–1985                                             | 1981–1985                                             | 1980–1987                                             | 1982–1984                                             |                                                       | 1985–1993                                             | 1984–1996                                             | 1984–1994                                             | 1986–1992                                             | 1987–1994                                             | 1988–1990                                             | 1990–1994                                               | 1990–1994                                               | 1992–1994                                               | 1991                                                    | 1996                                                    |
| Bohrung × Hub [mm]           | 67 × 70,6                                                      | 73,5 × 70,6                                           | 82 × 70.6                                             | 67 × 70,6                                             | 73,5 × 70,6                                           | 90 × 70,6                                             | 90 × 70,6                                             | 67 × 70,6                                             | 73,5 × 70,6                                           | 84,8 × 70,6                                           | 94 × 70,6                                             | 94 × 70,6                                             | 94 × 70,6                                             | 94 × 70,6                                             | 94 × 70,6                                             | 94 × 70,6                                             | 70 × 61,5                                             | 70 × 61,5                                             | 82 × 61,5                                             | 82 × 61,5                                             | 84,8 × 70,6                                           | 84,8 × 70,6                                           | 84,8 × 70,6                                           | 82 × 61,5                                             | 84,8 × 70,6                                           | 84,8 × 70,6                                           | 94 × 70,6                                             | 94 × 70,6                                             | 82 × 61,5                                             | 84,8 × 70,6                                             | 94 × 70,6                                               | 84,8 × 70,6                                             | 94 × 70,6                                               | 84,8 × 70,6                                             |
| Hubraum [cm3]                | 496                                                            | 599                                                   | 745                                                   | 599                                                   | 745                                                   | 898                                                   | 898                                                   | 599                                                   | 745                                                   | 797                                                   | 980                                                   | 980                                                   | 980                                                   | 980                                                   | 980                                                   | 980                                                   | 473                                                   | 473                                                   | 649                                                   | 649                                                   | 797                                                   | 797                                                   | 797                                                   | 649                                                   | 797                                                   | 797                                                   | 980                                                   | 980                                                   | 649                                                   | 797                                                     | 980                                                     | 797                                                     | 980                                                     | 797                                                     |
| Ventilsteuerung              | OHV                                                            | OHV                                                   | OHV                                                   | OHV                                                   | OHV                                                   | OHV                                                   | OHV                                                   | OHV                                                   | OHV                                                   | OHV                                                   | OHV                                                   | OHV                                                   | OHV                                                   | OHV                                                   | OHV                                                   | OHV                                                   | OHV                                                   | OHV                                                   | OHV                                                   | OHV                                                   | OHV                                                   | OHV                                                   | OHV                                                   | OHV                                                   | OHV                                                   | OHV                                                   | OHV                                                   | OHV                                                   | OHV                                                   | OHV                                                     | OHV                                                     | OHV                                                     | OHV                                                     | OHV                                                     |
| Verdichtung                  | 8,6                                                            | 9,2                                                   | 9                                                     | 9,2                                                   | 9                                                     | 9                                                     | 9,5                                                   | 9,2                                                   | 9                                                     | 8 / a.W. 9,2                                          | 9                                                     | 9,5                                                   | 9,5                                                   | 9,5                                                   | 9,5                                                   | 9                                                     | 8,2                                                   | 9,2                                                   | 9,2                                                   | 9,2                                                   | 8,2                                                   | 8,2                                                   | 8,2                                                   | 8,4 / 8,7                                             | 8,2                                                   | 8,2                                                   | 8,45                                                  | 8,45                                                  | 8,4                                                   | 8,2                                                     | 8,5                                                     | 8,2                                                     | 8,5                                                     | 8,2                                                     |
| Leistung (PS)                | 32                                                             | 40                                                    | 50                                                    | 40                                                    | 50                                                    | 60                                                    | 67                                                    | 40                                                    | 50                                                    | 50 / a.W: 55                                          | 60                                                    | 65 / 70                                               | 70                                                    | 70                                                    | 70                                                    | 65                                                    | 27                                                    | 35                                                    | 45 / 50                                               | 50                                                    | 50                                                    | 50                                                    | 50                                                    | 27 / 48                                               | 50                                                    | 50                                                    | 60                                                    | 60                                                    | 27                                                    | 50                                                      | 60                                                      | 50                                                      | 60                                                      | 50                                                      |
| bei 1/min                    | 6400                                                           | 6400                                                  | 6200                                                  | 6400                                                  | 6200                                                  | 6500                                                  | 7000                                                  | 6400                                                  | 6200                                                  | 7000 / 7250                                           | 6500                                                  | 6600 / 7250                                           | 7250                                                  | 7250                                                  | 7000                                                  | 7250                                                  | 6500                                                  | 7250                                                  | 7250                                                  | 7250                                                  | 6500                                                  | 6500                                                  | 6500                                                  | 5500 / 7250                                           | 6500                                                  | 6500                                                  | 6500                                                  | 6500                                                  | 5500                                                  | 6500                                                    | 6500                                                    | 6500                                                    | 6500                                                    | 6500                                                    |
| Vergaser [mm]                | 2 Bing Schieber 26                                             | 2 Bing Schieber 26                                    | 2 Bing Gleichdruck 32                                 | 2 Bing Schieber 26                                    | 2 Bing Gleichdruck 32                                 | 2 Bing Gleichdruck 32                                 | 2 Dell'Orto Schieber 38                               | 2 Bing Schieber 26                                    | 2 Bing Gleichdruck 32                                 | 2 Bing Gleichdruck 32                                 | 2 Bing Gleichdruck 32                                 | 2 Bing Gleichdruck 40                                 | 2 Bing Gleichdruck 40                                 | 2 Bing Gleichdruck 40                                 | 2 Bing Gleichdruck 40                                 | 2 Bing Gleichdruck 40                                 | 2 Bing Gleichdruck 26                                 | 2 Bing Gleichdruck 28                                 | 2 Bing Gleichdruck 32                                 | 2 Bing Gleichdruck 32                                 | 2 Bing Gleichdruck 32                                 | 2 Bing Gleichdruck 32                                 | 2 Bing Gleichdruck 32                                 | 2 Bing Gleichdruck 26/32                              | 2 Bing Gleichdruck 32                                 | 2 Bing Gleichdruck 32                                 | 2 Bing Gleichdruck 32                                 | 2 Bing Gleichdruck 32                                 | 2 Bing Gleichdruck 26                                 | 2 Bing Gleichdruck 32                                   | 2 Bing Gleichdruck 32                                   | 2 Bing Gleichdruck 32                                   | 2 Bing Gleichdruck 32                                   | 2 Bing Gleichdruck 32                                   |
| Elektr. Anlage               | Bosch-Batteriezündung, Drehstrom-Generator, E-Starter optional | Bosch-Batteriezündung, Drehstrom-Generator, E-Starter | Bosch-Batteriezündung, Drehstrom-Generator, E-Starter | Bosch-Batteriezündung, Drehstrom-Generator, E-Starter | Bosch-Batteriezündung, Drehstrom-Generator, E-Starter | Bosch-Batteriezündung, Drehstrom-Generator, E-Starter | Bosch-Batteriezündung, Drehstrom-Generator, E-Starter | Bosch-Batteriezündung, Drehstrom-Generator, E-Starter | Bosch-Batteriezündung, Drehstrom-Generator, E-Starter | Bosch-Batteriezündung, Drehstrom-Generator, E-Starter | Bosch-Batteriezündung, Drehstrom-Generator, E-Starter | Bosch-Batteriezündung, Drehstrom-Generator, E-Starter | Bosch-Batteriezündung, Drehstrom-Generator, E-Starter | Bosch-Batteriezündung, Drehstrom-Generator, E-Starter | Bosch-Batteriezündung, Drehstrom-Generator, E-Starter | Bosch-Batteriezündung, Drehstrom-Generator, E-Starter | Bosch-Batteriezündung, Drehstrom-Generator, E-Starter | Bosch-Batteriezündung, Drehstrom-Generator, E-Starter | Bosch-Batteriezündung, Drehstrom-Generator, E-Starter | Bosch-Batteriezündung, Drehstrom-Generator, E-Starter | Bosch-Batteriezündung, Drehstrom-Generator, E-Starter | Bosch-Batteriezündung, Drehstrom-Generator, E-Starter | Bosch-Batteriezündung, Drehstrom-Generator, E-Starter | Bosch-Batteriezündung, Drehstrom-Generator, E-Starter | Bosch-Batteriezündung, Drehstrom-Generator, E-Starter | Bosch-Batteriezündung, Drehstrom-Generator, E-Starter | Bosch-Batteriezündung, Drehstrom-Generator, E-Starter | Bosch-Batteriezündung, Drehstrom-Generator, E-Starter | Bosch-Batteriezündung, Drehstrom-Generator, E-Starter | Bosch-Batteriezündung, Drehstrom-Generator, E-Starter   | Bosch-Batteriezündung, Drehstrom-Generator, E-Starter   | Bosch-Batteriezündung, Drehstrom-Generator, E-Starter   | Bosch-Batteriezündung, Drehstrom-Generator, E-Starter   | Bosch-Batteriezündung, Drehstrom-Generator, E-Starter   |
| Kupplung                     | Einscheiben trocken                                            | Einscheiben trocken                                   | Einscheiben trocken                                   | Einscheiben trocken                                   | Einscheiben trocken                                   | Einscheiben trocken                                   | Einscheiben trocken                                   | Einscheiben trocken                                   | Einscheiben trocken                                   | Einscheiben trocken                                   | Einscheiben trocken                                   | Einscheiben trocken                                   | Einscheiben trocken                                   | Einscheiben trocken                                   | Einscheiben trocken                                   | Einscheiben trocken                                   | Einscheiben trocken                                   | Einscheiben trocken                                   | Einscheiben trocken                                   | Einscheiben trocken                                   | Einscheiben trocken                                   | Einscheiben trocken                                   | Einscheiben trocken                                   | Einscheiben trocken                                   | Einscheiben trocken                                   | Einscheiben trocken                                   | Einscheiben trocken                                   | Einscheiben trocken                                   | Einscheiben trocken                                   | Einscheiben trocken                                     | Einscheiben trocken                                     | Einscheiben trocken                                     | Einscheiben trocken                                     | Einscheiben trocken                                     |
| Getriebe                     | Viergang                                                       | Viergang                                              | Viergang                                              | Fünfgang                                              | Fünfgang                                              | Fünfgang                                              | Fünfgang                                              | Fünfgang                                              | Fünfgang                                              | Fünfgang                                              | Fünfgang                                              | Fünfgang                                              | Fünfgang                                              | Fünfgang                                              | Fünfgang                                              | Fünfgang                                              | Fünfgang                                              | Fünfgang                                              | Fünfgang                                              | Fünfgang                                              | Fünfgang                                              | Fünfgang                                              | Fünfgang                                              | Fünfgang                                              | Fünfgang                                              | Fünfgang                                              | Fünfgang                                              | Fünfgang                                              | Fünfgang                                              | Fünfgang                                                | Fünfgang                                                | Fünfgang                                                | Fünfgang                                                | Fünfgang                                                |
| Rahmen                       | Doppelschleifen-Rohrrahmen                                     | Doppelschleifen-Rohrrahmen                            | Doppelschleifen-Rohrrahmen                            | Doppelschleifen-Rohrrahmen                            | Doppelschleifen-Rohrrahmen                            | Doppelschleifen-Rohrrahmen                            | Doppelschleifen-Rohrrahmen                            | Doppelschleifen-Rohrrahmen                            | Doppelschleifen-Rohrrahmen                            | Doppelschleifen-Rohrrahmen                            | Doppelschleifen-Rohrrahmen                            | Doppelschleifen-Rohrrahmen                            | Doppelschleifen-Rohrrahmen                            | Doppelschleifen-Rohrrahmen                            | Doppelschleifen-Rohrrahmen                            | Doppelschleifen-Rohrrahmen                            | Doppelschleifen-Rohrrahmen                            | Doppelschleifen-Rohrrahmen                            | Doppelschleifen-Rohrrahmen                            | Doppelschleifen-Rohrrahmen                            | Doppelschleifen-Rohrrahmen                            | Doppelschleifen-Rohrrahmen                            | Doppelschleifen-Rohrrahmen                            | Doppelschleifen-Rohrrahmen                            | Doppelschleifen-Rohrrahmen                            | Doppelschleifen-Rohrrahmen                            | Doppelschleifen-Rohrrahmen                            | Doppelschleifen-Rohrrahmen                            | Doppelschleifen-Rohrrahmen                            | Doppelschleifen-Rohrrahmen                              | Doppelschleifen-Rohrrahmen                              | Doppelschleifen-Rohrrahmen                              | Doppelschleifen-Rohrrahmen                              | Doppelschleifen-Rohrrahmen                              |
| Radaufhängung vorn           | hydraulisch gedämpfte Teleskopgabel                            | hydraulisch gedämpfte Teleskopgabel                   | hydraulisch gedämpfte Teleskopgabel                   | hydraulisch gedämpfte Teleskopgabel                   | hydraulisch gedämpfte Teleskopgabel                   | hydraulisch gedämpfte Teleskopgabel                   | hydraulisch gedämpfte Teleskopgabel                   | hydraulisch gedämpfte Teleskopgabel                   | hydraulisch gedämpfte Teleskopgabel                   | hydraulisch gedämpfte Teleskopgabel                   | hydraulisch gedämpfte Teleskopgabel                   | hydraulisch gedämpfte Teleskopgabel                   | hydraulisch gedämpfte Teleskopgabel                   | hydraulisch gedämpfte Teleskopgabel                   | hydraulisch gedämpfte Teleskopgabel                   | hydraulisch gedämpfte Teleskopgabel                   | hydraulisch gedämpfte Teleskopgabel                   | hydraulisch gedämpfte Teleskopgabel                   | hydraulisch gedämpfte Teleskopgabel                   | hydraulisch gedämpfte Teleskopgabel                   | hydraulisch gedämpfte Teleskopgabel                   | hydraulisch gedämpfte Teleskopgabel                   | hydraulisch gedämpfte Teleskopgabel                   | hydraulisch gedämpfte Teleskopgabel                   | hydraulisch gedämpfte Teleskopgabel                   | hydraulisch gedämpfte Teleskopgabel                   | hydraulisch gedämpfte Teleskopgabel                   | hydraulisch gedämpfte Teleskopgabel                   | hydraulisch gedämpfte Teleskopgabel                   | hydraulisch gedämpfte Teleskopgabel                     | hydraulisch gedämpfte Teleskopgabel                     | hydraulisch gedämpfte Teleskopgabel                     | hydraulisch gedämpfte Teleskopgabel                     | hydraulisch gedämpfte Teleskopgabel                     |
| Radaufhängung hinten         | Schwinge mit hydraulisch gedämpften Federbeinen                | Schwinge mit hydraulisch gedämpften Federbeinen       | Schwinge mit hydraulisch gedämpften Federbeinen       | Schwinge mit hydraulisch gedämpften Federbeinen       | Schwinge mit hydraulisch gedämpften Federbeinen       | Schwinge mit hydraulisch gedämpften Federbeinen       | Schwinge mit hydraulisch gedämpften Federbeinen       | Schwinge mit hydraulisch gedämpften Federbeinen       | Schwinge mit hydraulisch gedämpften Federbeinen       | Schwinge mit hydraulisch gedämpften Federbeinen       | Schwinge mit hydraulisch gedämpften Federbeinen       | Schwinge mit hydraulisch gedämpften Federbeinen       | Schwinge mit hydraulisch gedämpften Federbeinen       | Schwinge mit hydraulisch gedämpften Federbeinen       | Schwinge mit hydraulisch gedämpften Federbeinen       | Schwinge mit hydraulisch gedämpften Federbeinen       | Schwinge mit hydraulisch gedämpften Federbeinen       | Schwinge mit hydraulisch gedämpften Federbeinen       | Schwinge mit hydraulisch gedämpften Federbeinen       | Schwinge mit hydraulisch gedämpften Federbeinen       | Einarm-Schwinge mit hydraulisch gedämpftem Federbein  | Einarm-Schwinge mit hydraulisch gedämpftem Federbein  | Einarm-Schwinge mit hydraulisch gedämpftem Federbein  | Einarm-Schwinge mit hydraulisch gedämpftem Federbein  | Einarm-Schwinge mit hydraulisch gedämpftem Federbein  | Einarm-Schwinge mit hydraulisch gedämpftem Federbein  | Einarm-Schwinge mit hydraulisch gedämpftem Federbein  | Einarm-Schwinge mit hydraulisch gedämpftem Federbein  | Einarm-Schwinge mit hydraulisch gedämpftem Federbein  | Paralever-Schwinge mit hydraulisch gedämpftem Federbein | Paralever-Schwinge mit hydraulisch gedämpftem Federbein | Paralever-Schwinge mit hydraulisch gedämpftem Federbein | Paralever-Schwinge mit hydraulisch gedämpftem Federbein | Paralever-Schwinge mit hydraulisch gedämpftem Federbein |
| Reifen [Zoll] vorn           | 3,25 S × 19                                                    | 3,25 S × 19                                           | 3,25 S × 19                                           | 3,25 S × 19                                           | 3,25 S × 19                                           | 3,25 H × 19                                           | 3,25 H × 19                                           | 3,25 S × 19                                           | 3,25 S × 19                                           | 3,25 H × 19                                           | 3,25 H × 19                                           | 3,25 H × 19                                           | 3,25 H × 19                                           | 3,25 H × 19                                           | 3,25 H × 19                                           | 3,25 H × 19                                           | 3,25 S × 19                                           | 3,25 S × 19                                           | 3,25 S × 19                                           | 3,25 H × 19                                           | 3,00 × 21                                             | 100/90 H × 19                                         | 3,00 S × 21                                           |                                                       |                                                       |                                                       |                                                       |                                                       |                                                       | 90/90 H21                                               | 90/90 H21                                               | 110 / 80 V 18                                           | 110 / 80 V 18                                           | 90/90 T21                                               |
| Reifen [Zoll] hinten         | 4,00 S × 18                                                    | 4,00 S × 18                                           | 4,00 S × 18                                           | 4,00 S × 18                                           | 4,00 S × 18                                           | 4,00 H × 18                                           | 4,00 H × 18                                           | 4,00 S × 18                                           | 4,00 S × 18                                           | 4,00 H × 18                                           | 4,00 H × 18                                           | 4,00 H × 18                                           | 4,00 H × 18                                           | 4,00 H × 18                                           | 4,00 H × 18                                           | 4,00 H × 18                                           | 4,00 S × 18                                           | 4,00 S × 18                                           | 4,00 S × 18                                           | 4,00 H × 18                                           | 4,00 × 18                                             | 120/90 H × 18                                         | 4,00 S × 18                                           |                                                       |                                                       |                                                       |                                                       |                                                       |                                                       | 4,00 H 18                                               | 4,00 H 18                                               | 140 / 80 V 17                                           | 140 / 80 V 17                                           | 130/80 T17                                              |
| Bremse vorn [mm]             | Duplex-Vollnabe 200                                            | Duplex-Vollnabe 200                                   | Duplex-Vollnabe 200                                   | Duplex-Vollnabe 200                                   | Scheibe 260, optional Doppelscheibe                   | Scheibe 260, optional Doppelscheibe                   | Doppel-scheibe 260                                    | Scheibe 260, optional Doppelscheibe                   | Scheibe 260, optional Doppelscheibe                   | Scheibe 260, optional Doppelscheibe                   | Scheibe 260, optional Doppelscheibe                   | Doppelscheibe 260                                     | Doppelscheibe 260                                     | Doppelscheibe 260                                     | Doppelscheibe 260                                     | Doppelscheibe 260                                     | Scheibe 260, optional Doppelscheibe                   | Scheibe 260, optional Doppelscheibe                   | Scheibe 260, optional Doppelscheibe                   | Doppel-scheibe 260                                    | Scheibe 264                                           |                                                       |                                                       |                                                       |                                                       |                                                       |                                                       |                                                       | Scheibe 265                                           | Scheibe 285                                             | Scheibe 285                                             | Scheibe 285                                             | Scheibe 285                                             | Scheibe 264                                             |
| Bremse hinten [mm]           | Simplex-Vollnabe 200                                           | Simplex-Vollnabe 200                                  | Simplex-Vollnabe 200                                  | Simplex-Vollnabe 200                                  | Simplex-Vollnabe 200                                  | Simplex-Vollnabe 200                                  | Simplex-Vollnabe 200                                  | Simplex-Vollnabe 200                                  | Simplex-Vollnabe 200                                  | Simplex-Vollnabe 200                                  | Simplex-Vollnabe 200                                  | Simplex-Vollnabe 200, ab 1978 Scheibe 260             | Simplex-Vollnabe 200, ab 1978 Scheibe 260             | Simplex-Vollnabe 200, ab 1978 Scheibe 260             | Simplex-Vollnabe 200, ab 1978 Scheibe 260             | Simplex-Vollnabe 200                                  | Simplex-Vollnabe 200                                  | Simplex-Vollnabe 200                                  | Simplex-Vollnabe 200                                  | Simplex-Vollnabe 200                                  | Simplex-Vollnabe 200                                  | Simplex-Vollnabe 200                                  | Simplex-Vollnabe 200                                  | Simplex-Vollnabe 200                                  | Simplex-Vollnabe 200                                  | Simplex-Vollnabe 200                                  | Simplex-Vollnabe 200                                  | Simplex-Vollnabe 200                                  | Simplex-Vollnabe 200                                  | Simplex-Vollnabe 200                                    | Simplex-Vollnabe 200                                    | Simplex-Vollnabe 200                                    | Simplex-Vollnabe 200                                    | Simplex-Vollnabe 200                                    |
| Länge [mm]                   | 2100                                                           | 2100                                                  | 2100                                                  | 2180                                                  | 2180                                                  | 2180                                                  | 2180                                                  | 2180                                                  | 2180                                                  | 2180                                                  | 2180                                                  | 2180                                                  | 2180                                                  | 2180                                                  | 2180                                                  | 2180                                                  | 2110                                                  | 2110                                                  | 2110                                                  | 2110                                                  | 2230                                                  | 2180                                                  | 2220                                                  |                                                       |                                                       |                                                       |                                                       |                                                       | 1000                                                  | 2290                                                    |                                                         | 2210                                                    | 2210                                                    |                                                         |
| Breite [mm]                  | 740                                                            | 740                                                   | 740                                                   | 740                                                   | 740                                                   | 740                                                   | 740                                                   | 740                                                   | 740                                                   | 740                                                   | 740                                                   | 740                                                   | 740                                                   | 740                                                   | 740                                                   | 740                                                   | 630                                                   | 630                                                   | 630                                                   | 600                                                   | 820                                                   | 790                                                   | 930                                                   |                                                       |                                                       |                                                       |                                                       |                                                       | 1150                                                  | 1000                                                    | 1000                                                    | 1000                                                    | 1000                                                    |                                                         |
| Höhe [mm]                    | 850                                                            | 950                                                   | 950                                                   | 810                                                   | 810                                                   | 810                                                   |                                                       | 810                                                   | 810                                                   | 810                                                   | 810                                                   | 810                                                   | 810                                                   | 810                                                   | 810                                                   | 810                                                   | 810                                                   | 810                                                   | 810                                                   | 810                                                   | 860                                                   | 845                                                   | 820                                                   |                                                       |                                                       |                                                       |                                                       |                                                       | 1150                                                  | 1150                                                    | 1150                                                    | 1080                                                    | 1080                                                    |                                                         |
| Tankinhalt [Liter]           | 24 (ab 1972 auch 18)                                           |                                                       |                                                       | 18                                                    | 18                                                    | 18                                                    | 24                                                    | 24                                                    | 18                                                    | 18                                                    | 18                                                    | 18                                                    | 18                                                    | 18                                                    | 18                                                    | 18                                                    | 22                                                    | 22                                                    | 22                                                    | 22                                                    | 19,5                                                  | 19,5                                                  | 24                                                    | 22                                                    | 22                                                    | 22                                                    | 22                                                    | 22                                                    | 19,5                                                  | 26                                                      | 26                                                      | 24                                                      | 24                                                      |                                                         |
| Leergewicht [kg]             | 185                                                            | 190                                                   | 190                                                   | 200                                                   | 200                                                   | 200                                                   | 205                                                   | 200                                                   | 200                                                   | 200                                                   | 200                                                   | 200                                                   | 200                                                   | 200                                                   | 200                                                   | 200                                                   | 185                                                   | 185                                                   | 185                                                   | 190                                                   | 186                                                   | 183                                                   | 214                                                   |                                                       |                                                       |                                                       |                                                       |                                                       |                                                       | 210                                                     | 210                                                     | 217                                                     | 217                                                     |                                                         |
| Höchstgeschwindigkeit [km/h] | 157                                                            | 167                                                   | 175                                                   | 167                                                   | 177                                                   | 188                                                   | 200                                                   | 165                                                   | 177                                                   | 177                                                   | 188                                                   | 200                                                   | 200                                                   | 185                                                   | 205                                                   | 191                                                   | 145                                                   | 160                                                   | 165 / 170                                             | 178                                                   | 168                                                   | 174                                                   | 161                                                   | 173                                                   | 178                                                   | 170                                                   | 185                                                   | 185                                                   | 146                                                   | 168                                                     | 181                                                     | 168                                                     | 180                                                     | 171                                                     |
| Stückzahlen                  | 7865                                                           | 22721                                                 | 38370                                                 | 13511                                                 | 17587                                                 | 21070                                                 | 17455                                                 | 11163                                                 | 6264                                                  | 18522                                                 | 12056                                                 | 9657                                                  | 33648                                                 | 13516                                                 | 6141                                                  | 21928                                                 | 28158                                                 |                                                       | 29454                                                 | 6389                                                  | 21864                                                 | 5963                                                  | 7315                                                  | -@-                                                   | -@-                                                   | -@-                                                   | -@-                                                   | -@-                                                   | -@-                                                   | -@-                                                     | -@-                                                     | -@-                                                     | -@-                                                     | −3.000 €-                                               |
| Preis [DM]                   | 3696                                                           | 3996                                                  | 4996                                                  | 5745                                                  | 6650                                                  | 7150                                                  | 8510                                                  | 6850                                                  | 7985                                                  | 7990                                                  | 8590                                                  | 10190                                                 | 11210                                                 | 11909                                                 | 11260                                                 | 9290                                                  | 5880                                                  |                                                       | 7290                                                  | 8640                                                  | 8920                                                  | 9490                                                  | 10990                                                 | −8.980 €-                                             | −10.440 €-                                            | −12.690 €-                                            | −15.700 €-                                            | −16.150 €-                                            | −9.200 €-                                             | −12.800 €-                                              | −14.800 €-                                              | −13.250 €-                                              | -@-                                                     | −15.500 €-                                              |

## Vorkriegszeit

### Tourenmaschinen
- R 32 → R 42 → R 52 . . . . . . (500 cm³)
- R 6 → R 61 . . . . . . . .  . . . .  . .(600 cm³)
- R 62 → R 11 → R 12 → R 71 (750 cm³)

### Sportmaschinen
- R 37 → R 47 → R 57 (500 cm³)
- R 5 → R 51 . . . . . . . .(500 cm³)
- R 63 → R 66 . . . . . . . (600 cm³)
- R 16 → R 17 . . . . . . . (750 cm³)

## Zweiter Weltkrieg
- R 75 (745 cm³, 1941–1944, Wehrmachtsgespann)

## Nachkriegszeit 1948–1956

### Einzylinder 250 ccm mit Geradweg-Federung
- R 24 (1948–1950)
- R 25 (1950–1951)
- R 25/2 (1951–1953)
- R 25/3 (1953–1956)

### Zweizylinder mit Geradweg-Federung
- R 51/2 (500 ccm, 1950–1951)
- R 51/3 (500 ccm, 1951–1955)
- R 67/2 (600 ccm, 1951–1955)
- R 67/3 (600 ccm, 1955–1956)
- R 68. . (600 ccm, 1951–1955)

## Vollschwingen-BMW1955 bis 1969

### Einzylinder 250 cccm
- R 26 (1956–1960)
- R 27 (1960–1967)

### Zweizylinder-Boxer 500ccm
- R 50 (1955–1960) → R 50/2 (1960–1969)
- . . . . . . . . . . . . . . . . . R 50 S (1960–1962)

### Zweizylinder-Boxer 600 ccm
- R 60 (1956–1960) → R 60/2 (1960–1969)
- R 69 (1955–1960) → R 69 S (1960–1969)

## „Strich-Fünfer“ 1969 bis 1973

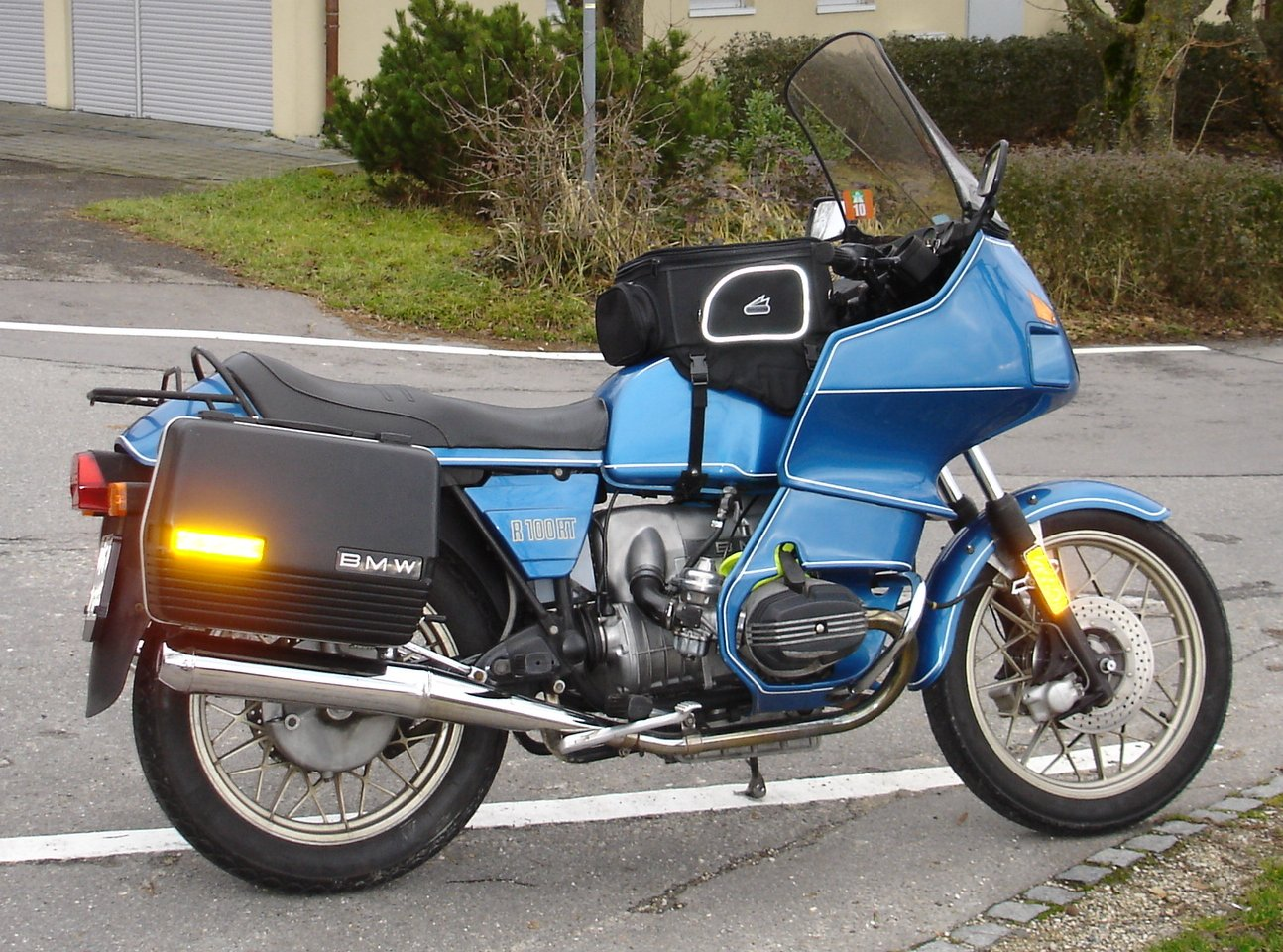
BMW R 100 RT Bj. 1979

- R 50/5, Behördenmodell
- R 60/5, siehe
- R 75/5

## „Strich-Sechser“ 1973 bis 1976
- R 60/6
- R 75/6
- R 90/6
- R 90 S

## „Strich-Siebener“ 1976 bis 1985
- R 60/7
- R 75/7
- R 80/7
- R 100/7
- R 100 S, R 100 CS
- R 100 RS

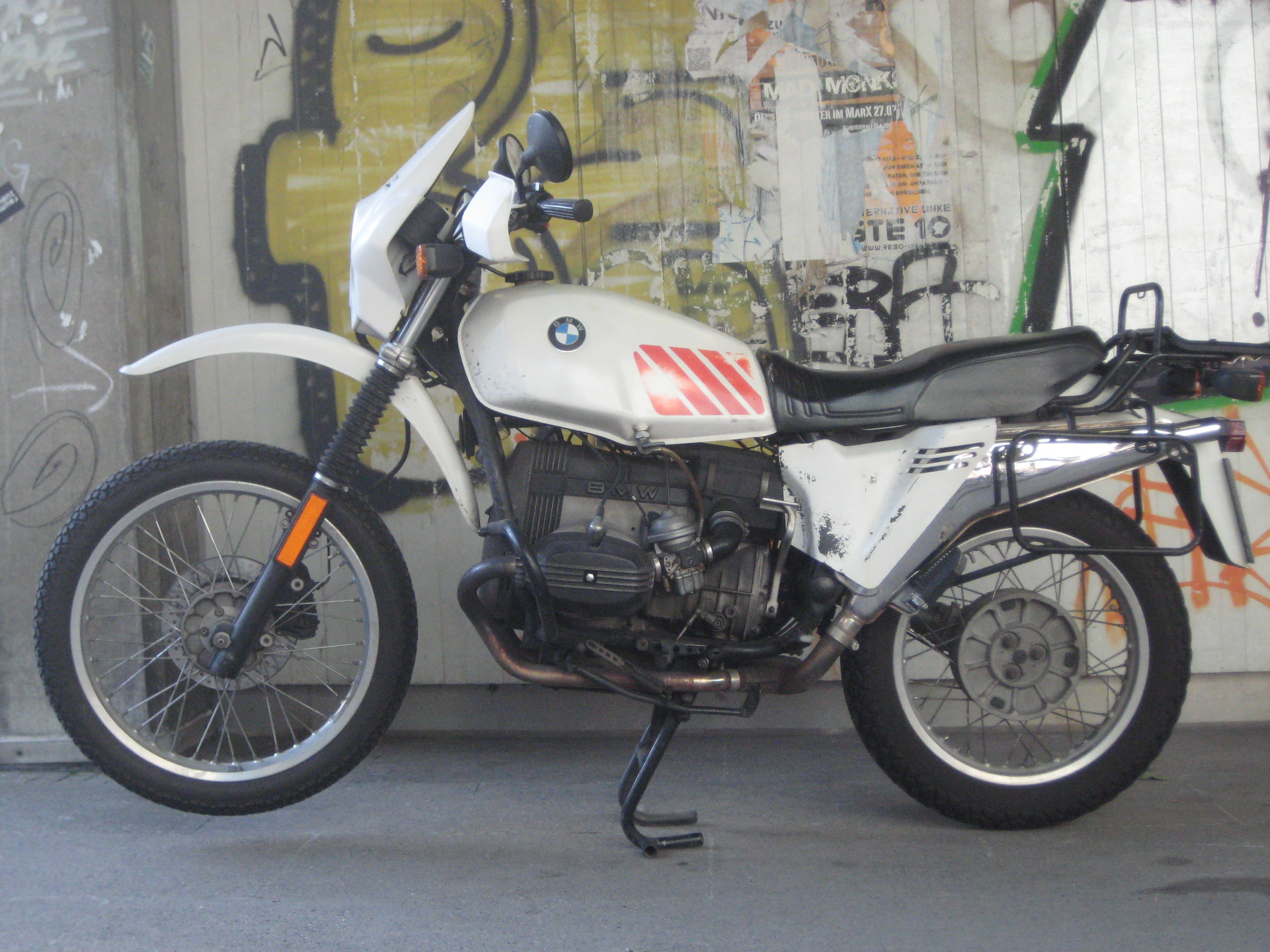
BMW R 65 GS

- R 100 RT, für alle siehe BMW R 100

## „Kleine“ Boxer 1978 bis 1993
- R 45
- R 65
- R 65 LS
- R 65 GS, Reiseenduro

## Letzte Zweiventil-Boxer 1980–1997 (R247-Motor)
- R 80 G/S → R 80 GS, Reiseenduro
- R 80 RT
- R 80 ST
- R 80 → R 80 R und R 100 R

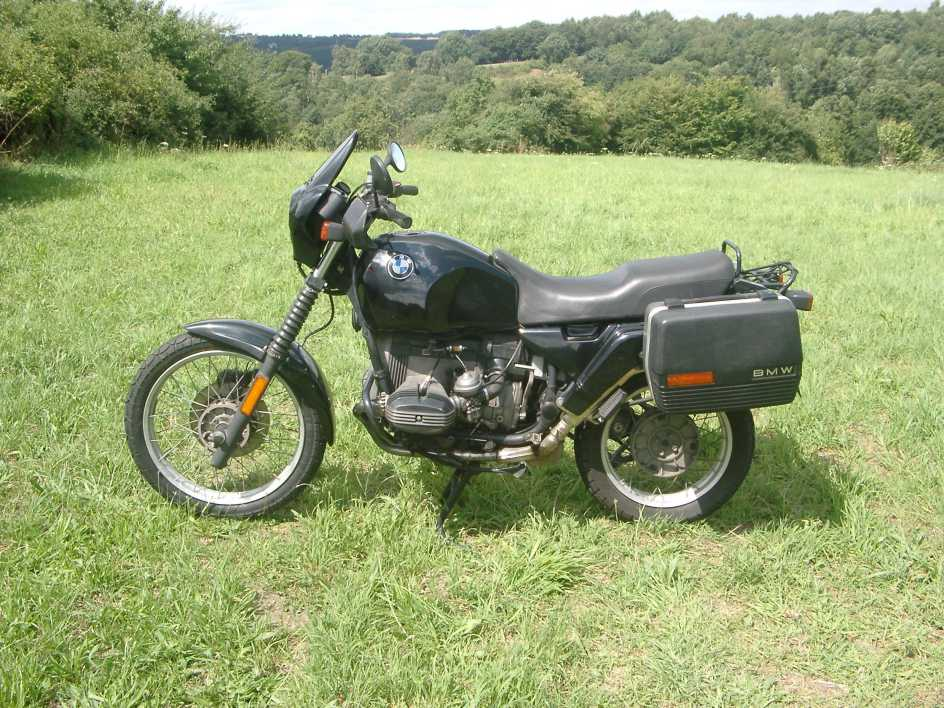
R 80 GS Bj. 1989

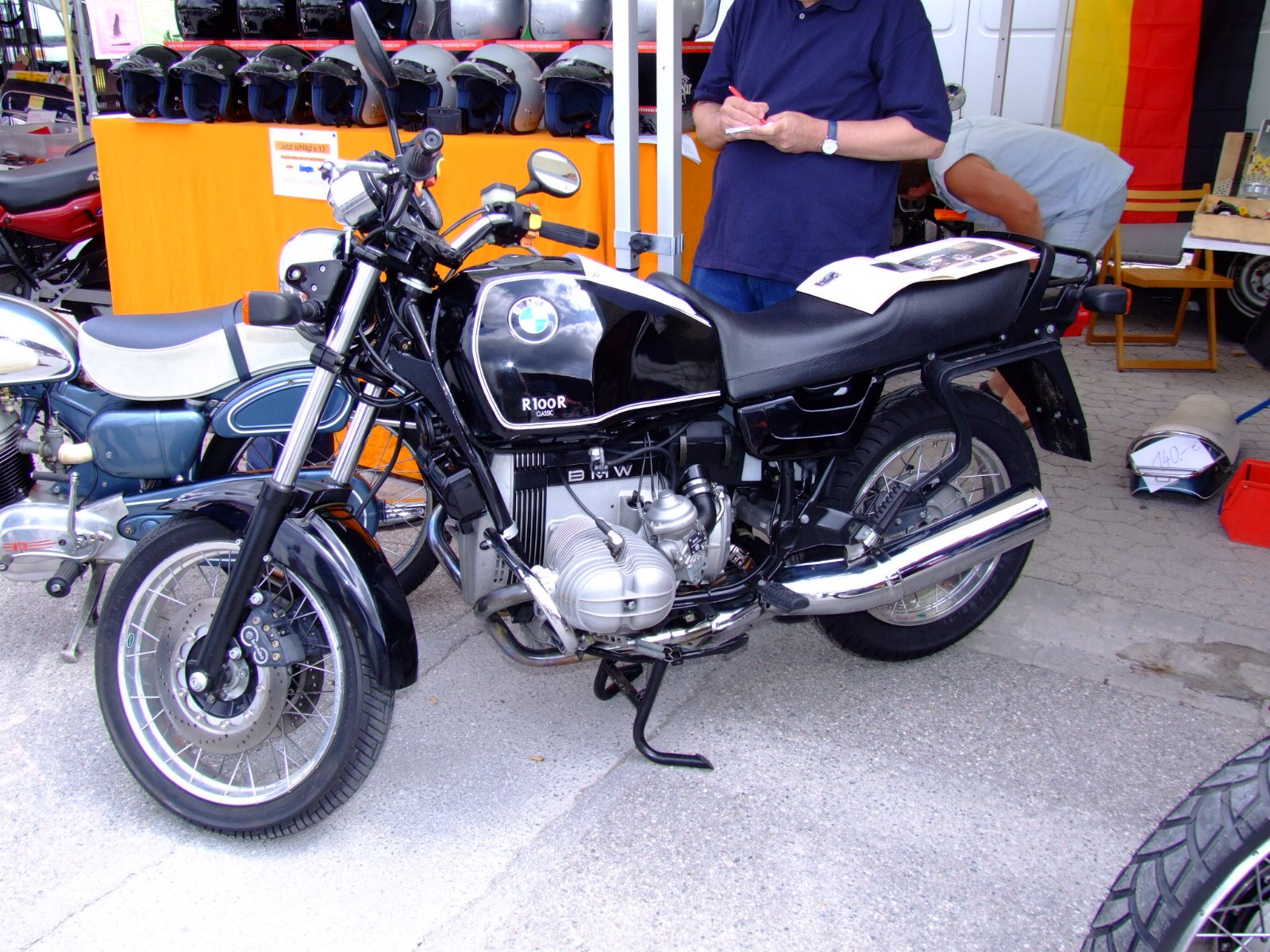
R 100 R Classic ca. Bj. 1995

- R 100 GS und R 100 GS Paris-Dakar (Sondermodell), Reiseenduro
- R 100 RS Classic
- R 100 RT Classic

Zu älteren BMW-Modellen siehe auch: Gummikuh

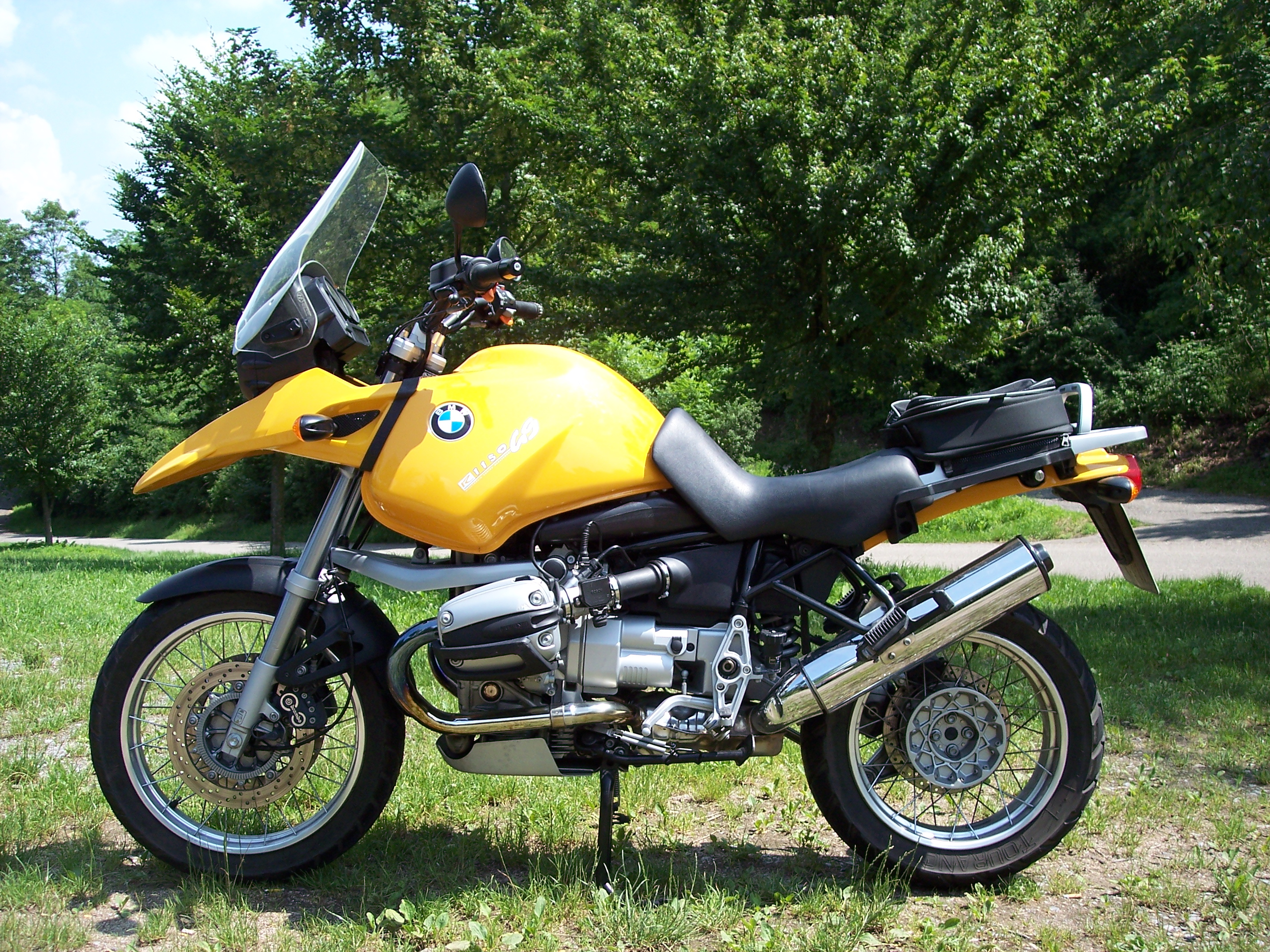
R 1150 GS

## Moderne Vierventil-Boxer

### 1. Generation mit 850 bis 1200 cm³ (1993–2006 R259 Motor)
- R 850 GS, Enduro, Reiseenduro
- R 850 RT, nur als Einsatzfahrzeug für Behörden
- R 850 R / R Comfort, unverkleidet
- R 850 C, Cruiser
- R 1100 GS → R 1150 GS und R 1150 GS Adventure, Reiseenduro
- R 1100 RT → R 1150 RT, Tourer
- R 1100 RS → R 1150 RS, Sporttourer
- R 1100 S, Sportler, auch als „Boxer Cup Edition“
- R 1100 R → R 1150 R, Roadster, unverkleidet
- R 1150 R Rockster, Streetfighter, unverkleidet (2003–2005)
- R 1200 C, Cruiser
- R 1200 CL, Luxuscruiser

### 2. Generation mit 900 bis 1200 cm³ (seit 2004 „EVO-Boxer“)
- R 900 RT, nur als Einsatzfahrzeug für Behörden
- R 1200 GS (K25) und R 1200 GS Adventure (K255), Reiseenduro
- R 1200 R, Roadster, unverkleidet
- R 1200 RT, Tourer
- R 1200 S, Sportler
- R 1200 ST, Sporttourer
- R nineT, Roadster
  - R nineT Pure, Roadster
  - R nineT / 5 (Sondermodell), Roadster
  - R nineT Racer, Roadster
  - R nineT Scrambler, Roadster
  - R nineT Urban G/S, Roadster

### 3. Generation mit mind. 1200 cm³ und Wasserkühlung (ab 2013)
- R 1200 GS (K50) → R 1250 GS → R 1300 GS (KA1), Reiseenduro
- R 1200 GS Adventure (K51) → R 1250 GS Adventure, Reiseenduro
- R 1200 R (K53) → R 1250 R → R 1300 R, Roadster
- R 1200 RS (K54) → R 1250 RS → R 1300 RS, Sporttourer
- R 1200 RT (K52) → R 1250 RT → R 1300 RT, Tourer

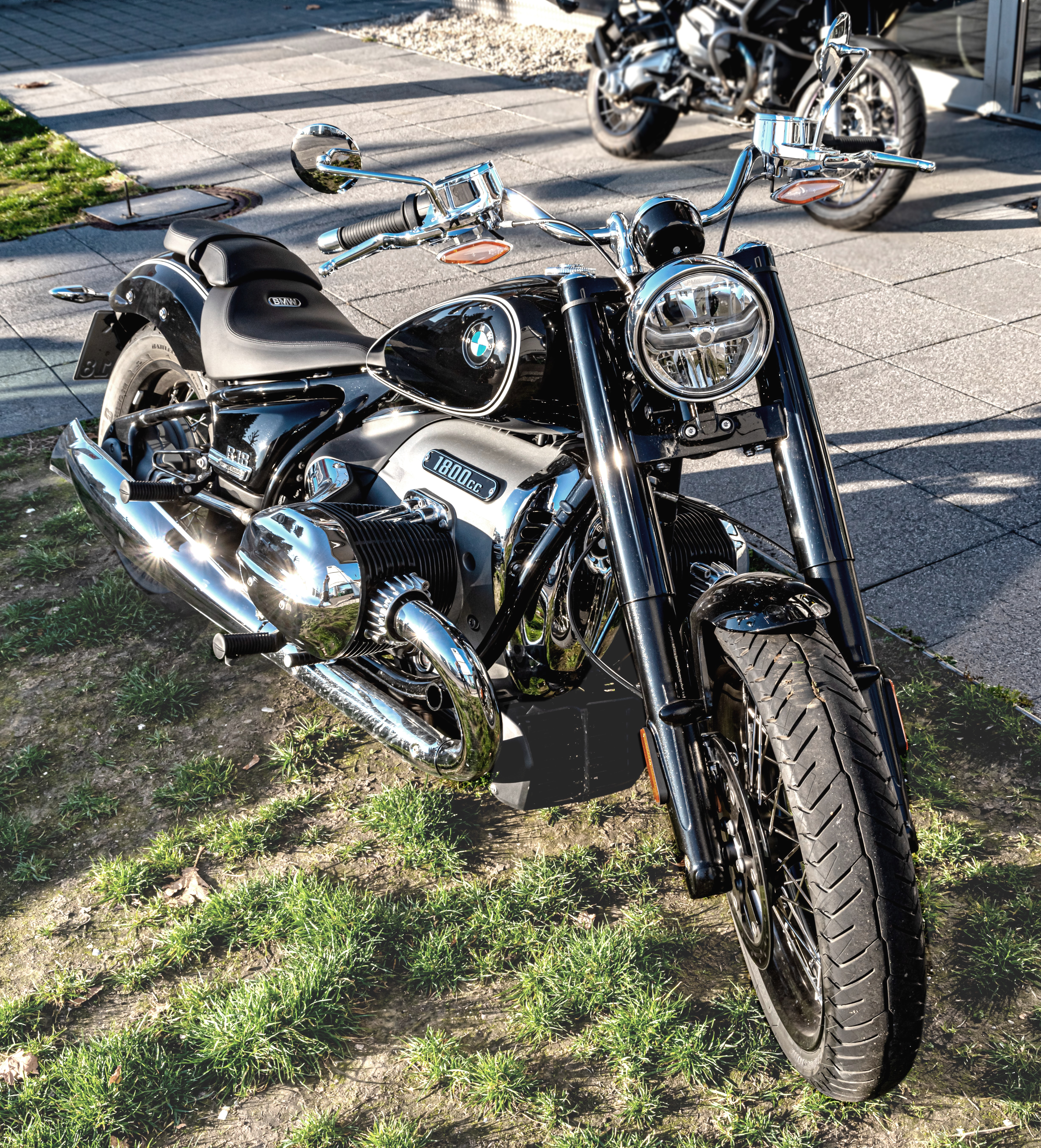
BMW R18 First Edition

## Heritage-Baureihe
Die Heritage-Baureihe nimmt Gestaltungselemente der R5 auf, jedoch mit doppeltem Gewicht und 3,5-fachem Hubraum. Sie zielt auf die Kernmärkte von Harley-Davidson. Anders als bei den R1200C, R1200CL werden klassische Fahrwerkskonzepte mit Teleskopgabel, Zweiarmschwinge und ein Fahrgestell in Starrrahmen-Optik wieder aufgenommen.
- R 18, Cruiser seit 2020
- R 18 classic, Tourer seit 2020
- R 18 Bagger, Tourer seit 2021
- R 18 Transcontinental, Luxustourer seit 2021
- BMW R12, seit 2024

## Klassische Einzylinder
Die klassischen BMW-Einzylinder haben einen stehenden Zylinder mit längs laufender Kurbelwelle und Kardanantrieb. Im Gegensatz dazu stehen die modernen Einzylinder mit quer liegender Kurbelwelle und Kettenantrieb seit der F650-Baureihe.

### Technische Daten der Einzylinder-Motorräder 1925–1966
| Modell                       | R 39                              | R 2                                     | R 4                                             | R 3                              | R 35                                    | R 20                                    | R 23                                    | R 24                        | R 25                        | R 25/2                      | R 25/3                                   | R 26                                            | R 27                                            |
| ---------------------------- | --------------------------------- | --------------------------------------- | ----------------------------------------------- | -------------------------------- | --------------------------------------- | --------------------------------------- | --------------------------------------- | --------------------------- | --------------------------- | --------------------------- | ---------------------------------------- | ----------------------------------------------- | ----------------------------------------------- |
| Bauzeit                      | 1925–1927                         | 1931–1936                               | 1932–1937                                       | 1936                             | 1937–1940                               | 1937–1938                               | 1938–1940                               | 1948–1950                   | 1950–1951                   | 1951–1954                   | 1953–1956                                | 1955–1960                                       | 1960–1966                                       |
| Bohrung × Hub [mm × mm]      | 68 × 68                           | 63 × 64                                 | 78 × 84                                         | 68 × 84                          | 72 × 84                                 | 60 × 68                                 | 68 × 68                                 | 68 × 68                     | 68 × 68                     | 68 × 68                     | 68 × 68                                  | 68 × 68                                         | 68 × 68                                         |
| Hubraum [cm3]                | 247                               | 198                                     | 398                                             | 305                              | 342                                     | 192                                     | 247                                     | 247                         | 247                         | 247                         | 247                                      | 247                                             | 247                                             |
| Ventilsteuerung              | OHV                               | OHV                                     | OHV                                             | OHV                              | OHV                                     | OHV                                     | OHV                                     | OHV                         | OHV                         | OHV                         | OHV                                      | OHV                                             | OHV                                             |
| Verdichtung                  | 6                                 | 6,7                                     | 5,7                                             | 6                                | 6                                       | 6                                       | 6                                       | 6,75                        | 6,5                         | 6,5                         | 7                                        | 7,5                                             | 8,2                                             |
| Leistung (PS)                | 6,5                               | 6 8 (3. Serie 1934)                     | 12 14 (3. Serie 1934)                           | 11                               | 14                                      | 8                                       | 10                                      | 12                          | 12                          | 12                          | 13                                       | 15                                              | 18                                              |
| bei 1/min                    | 4000                              | 3500 4000                               | 3500 4200                                       | 4200                             | 4500                                    | 5400                                    | 5400                                    | 5600                        | 5600                        | 5600                        | 5800                                     | 6400                                            | 7400                                            |
| Vergaser                     | 1 BMW spezial 20 mm               | 1 Sum 19 mm Amal 18,2 mm (ab 2. Serie)  | 1 Sum-Register 25 mm                            | 1 Sum-Register 25 mm             | 1 Sum-Dreidüsen 22 mm                   | 1 Amal 18,2 mm                          | 1 Amal 18,2 mm                          | 1 Bing 22 mm                | 1 Bing 24 mm                | 1 Bing 22 mm                | 1 Bing 24 mm oder 1 SAWE 24 mm           | 1 Bing 26 mm                                    | 1 Bing 26 mm                                    |
| Elektr. Anlage               | Bosch-Magnetzünder                | Bosch-Batteriezündung und Lichtmaschine |                                                 |                                  | Bosch-Batteriezündung und Lichtmaschine | Bosch-Batteriezündung und Lichtmaschine | Bosch-Batteriezündung und Lichtmaschine | Noris-Licht-Batteriezündung | Noris-Licht-Batteriezündung | Noris-Licht-Batteriezündung | Noris-Licht-Batteriezündung              | Noris-Batteriezündung, Lichtmaschine Bosch      | Noris-Batteriezündung, Lichtmaschine Bosch      |
| Kupplung                     | Einscheiben trocken               | Einscheiben trocken                     | Einscheiben trocken                             | Einscheiben trocken              | Einscheiben trocken                     | Einscheiben trocken                     | Einscheiben trocken                     | Einscheiben trocken         | Einscheiben trocken         | Einscheiben trocken         | Einscheiben trocken                      | Einscheiben trocken                             | Einscheiben trocken                             |
| Getriebe                     | Dreigang Handschaltung            | Dreigang Handschaltung                  | Dreigang Handschaltung Viergang (2. Serie 1933) | Viergang Handschaltung           | Viergang Handschaltung                  | Dreigang Fußschaltung                   | Dreigang Fußschaltung                   | Viergang Fußschaltung       | Viergang Fußschaltung       | Viergang Fußschaltung       | Viergang Fußschaltung                    | Viergang Fußschaltung                           | Viergang Fußschaltung                           |
| Rahmen                       | Doppelschleifen-Rohrrahmen        | Doppelschleifen-Pressstahlrahmen        | Doppelschleifen-Pressstahlrahmen                | Doppelschleifen-Pressstahlrahmen | Doppelschleifen-Pressstahlrahmen        | verschraubter Rohrrahmen                | verschraubter Rohrrahmen                | verschraubter Rohrrahmen    | verschweißter Rohrrahmen    | verschweißter Rohrrahmen    | verschweißter Rohrrahmen                 | verschweißter Rohrrahmen                        | verschweißter Rohrrahmen                        |
| Radaufhängung vorn           | Blattfeder-Rohrschwinge           | Blattfeder-Pressstahlschwinge           | Blattfeder-Pressstahlschwinge                   | Blattfeder-Pressstahlschwinge    | Teleskopgabel                           | Teleskopgabel                           | Teleskopgabel                           | Teleskopgabel               | Teleskopgabel               | Teleskopgabel               | Teleskopgabel mit hydraulischer Dämpfung | Langarmschwinge mit Federbeinen (System Earles) | Langarmschwinge mit Federbeinen (System Earles) |
| Radaufhängung hinten         | starr                             | starr                                   | starr                                           | starr                            | starr                                   | starr                                   | starr                                   | starr                       | Geradwegfederung            | Geradwegfederung            | Geradwegfederung                         | Langarmschwinge mit Federbeinen                 | Langarmschwinge mit Federbeinen                 |
| Reifen [Zoll]                | 27 × 3,5                          | 25 × 3                                  | 26 × 3,5                                        | 26 × 3,5                         | 3,5 × 19                                | 3,0 × 19                                | 3,0 × 19                                | 3,0 × 19                    | 3,25 × 19                   | 3,25 × 19                   | 3,25 × 18                                | 3,25 × 18                                       | 3,25 × 18                                       |
| Bremse vorn                  | Innenbackenbremse 150 mm          | Trommelbremse 180 mm                    | Trommelbremse                                   | Trommelbremse                    | Trommelbremse                           | Trommelbremse 160 mm                    | Trommelbremse 160 mm                    | Trommelbremse 160 mm        | Trommelbremse 160 mm        | Trommelbremse 160 mm        | Vollnabenbremse                          | Trommelbremse 160 mm                            | Trommelbremse 160 mm                            |
| Bremse hinten                | Außenbackenbremse auf Kardanwelle | Trommelbremse 180 mm                    | Trommelbremse                                   | Trommelbremse                    | Trommelbremse                           | Trommelbremse 160 mm                    | Trommelbremse 180 mm                    | Trommelbremse 160 mm        | Trommelbremse 160 mm        | Trommelbremse 160 mm        | Vollnabenbremse                          | Trommelbremse 160 mm                            | Trommelbremse 160 mm                            |
| Länge [mm]                   | 2050                              | 1950                                    | 1950                                            | 1950                             | 2000                                    | 2000                                    | 2000                                    | 2020                        | 2073                        | 2020                        | 2065                                     | 2090                                            | 2090                                            |
| Breite [mm]                  | 800                               | 850                                     | 850                                             | 850                              | 800                                     | 800                                     | 800                                     | 750                         | 750                         | 790                         | 760                                      | 660                                             | 660                                             |
| Höhe [mm]                    | 950                               | 950                                     | 950                                             | 950                              | 950                                     | 920                                     | 920                                     | 710 (Sattel)                | 710 (Sattel)                | 730 (Sattel)                | 730 (Sattel)                             | 770 (Sattel)                                    | 770 (Sattel)                                    |
| Tankinhalt [Liter]           | 10                                | 11                                      | 12                                              | 12,5                             | 12                                      | 12                                      | 9,6                                     | 12                          | 12                          | 12                          | 12                                       | 15                                              | 15                                              |
| Leergewicht [kg]             | 110                               | 110                                     | 137–148                                         | 149                              | 155                                     | 130                                     | 135                                     | 130                         | 140                         | 142                         | 150                                      | 158                                             | 162                                             |
| Höchstgeschwindigkeit [km/h] | 100                               | 95                                      | 100                                             | 100                              | 100                                     | 95                                      | 95                                      | 95                          | 97                          | 105                         | 119                                      | 128                                             | 130                                             |
| Stückzahlen                  | 855                               | 15207                                   | 15295                                           | 740                              | 15386                                   | 5000                                    | 8021                                    | 12020                       | 23400                       | 38651                       | 47700                                    | 30236                                           | 15364                                           |
| Preis [Mk, DM]               | 1870                              | 975                                     | 1150                                            | 995                              | 995                                     | 725                                     | 750                                     | 1750                        | 1750                        | 1990                        | 2060                                     | 2150                                            | 2430                                            |

### Vorkriegszeit
- R 39 (~250 cm³)

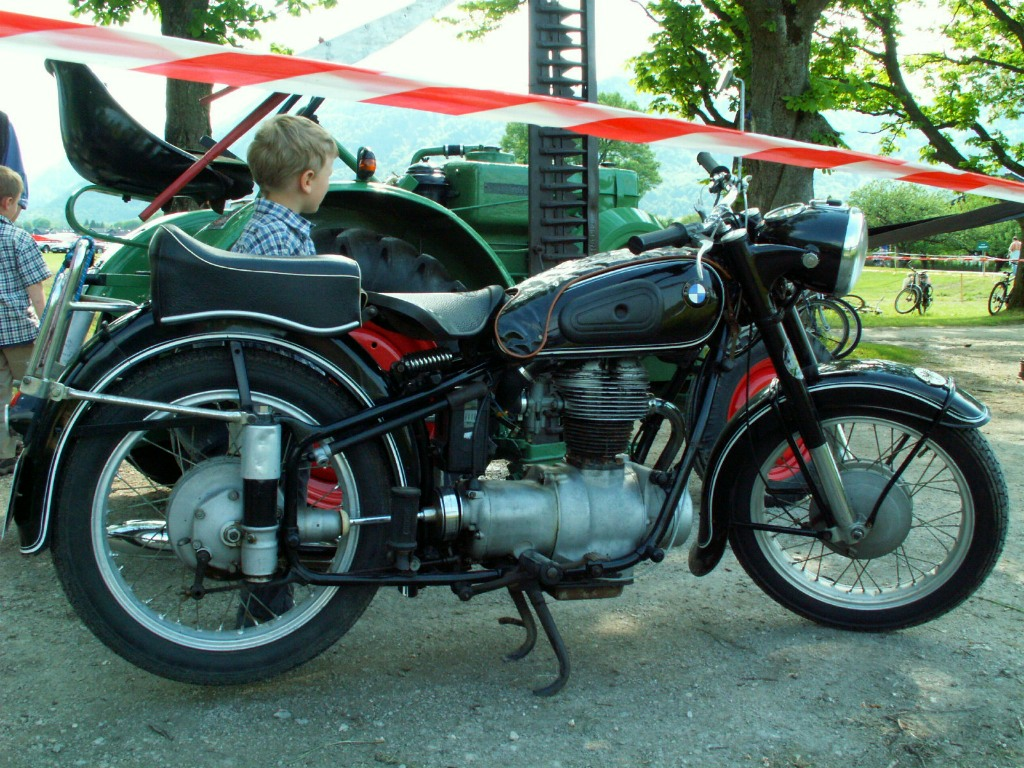
BMW R 25/3

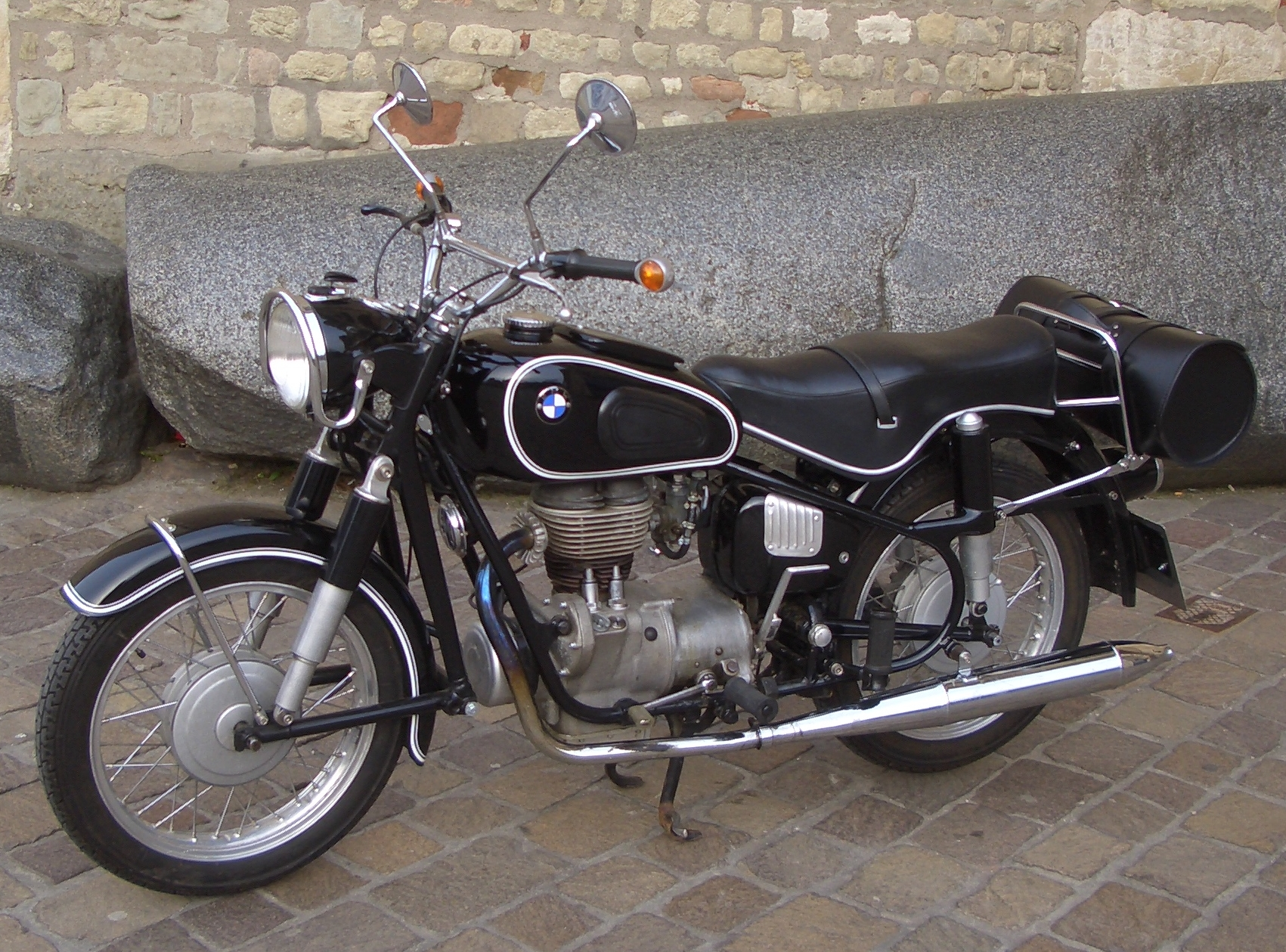
BMW R 26 von 1960

- R 2 (~200 cm³) → R 20 (~200 cm³) → R 23 (~250 cm³)
- R 3 (~300 cm³) → R 35 (~350 cm³)
- R 4 (~400 cm³)

### Nachkriegszeit
- ~250 cm³: R 24 (1948–1950) → R 25 (1950–1951) → R 25/2 (1951–1953) → R 25/3 (1953–1956) → R 26 (1955–1960) → R 27 (1960–1966)

## K-Baureihe
Die Modelle der K-Baureihe haben Drei-, Vier- oder Sechszylinder-Reihenmotoren mit Benzineinspritzung und einen Kardanantrieb. Diese Motoren wurden zunächst längs liegend eingebaut, mit Einführung der K 1200 S dann auch quer.

### Dreizylinder mit längs liegendem Motor K569
- K 75, unverkleidet
- K 75 C, Tourer mit Lampenverkleidung

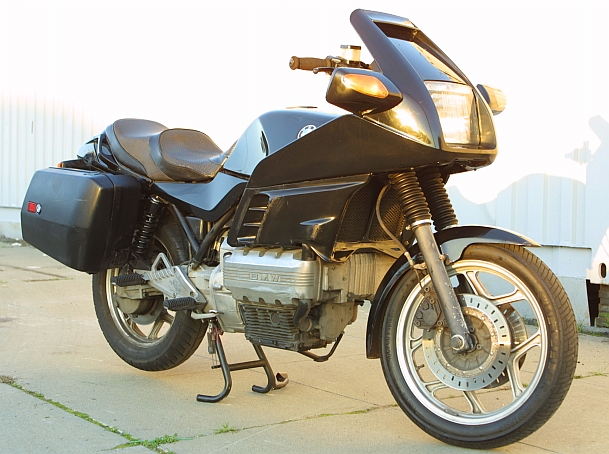
BMW K 100 RS, 1986

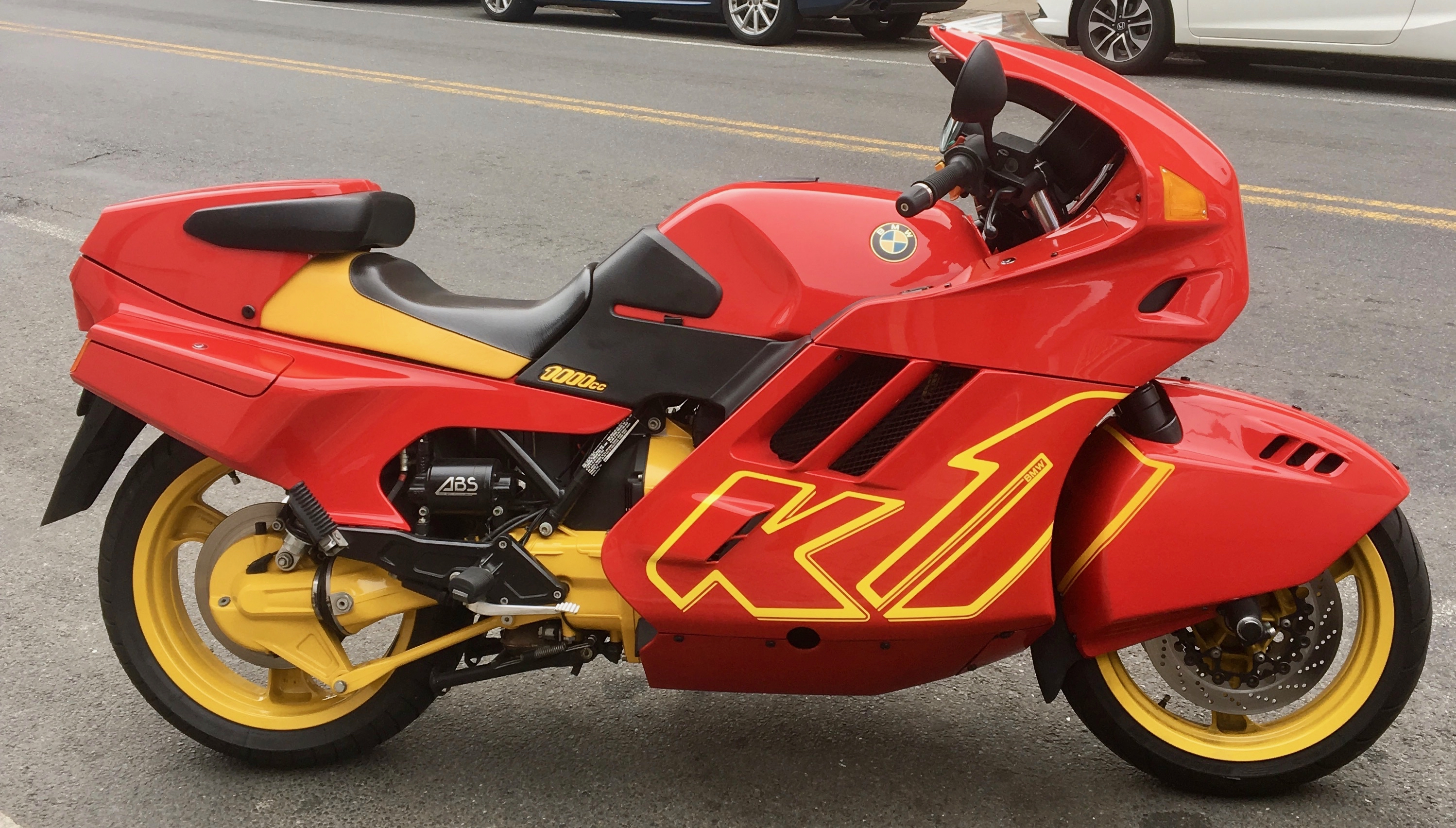
BMW K1 1991

- K 75 S, Sporttourer
- K 75 RT, Tourer

### Vierzylinder mit längs liegendem Motor K589
- K 100, unverkleidet
- K 100 RS → K 1100 RS → K 1200 RS, Sporttourer
- K 100 RT → K 100 LT → K 1100 LT → K 1200 LT, Luxustourer
- K1, Supersporttourer
- K 1200 GT (K41) (2002–2005, Tourer)

### Vierzylinder mit quer eingebautem Motor
- K 1200 GT (K44) (2006–2008) → K 1300 GT (2009–2011), Tourer
- K 1200 S → K 1300 S, Supersporttourer
- K 1200 R → K 1300 R, Roadster
- K 1200 R Sport, Sportler

### Sechszylinder mit quer eingebautem Motor

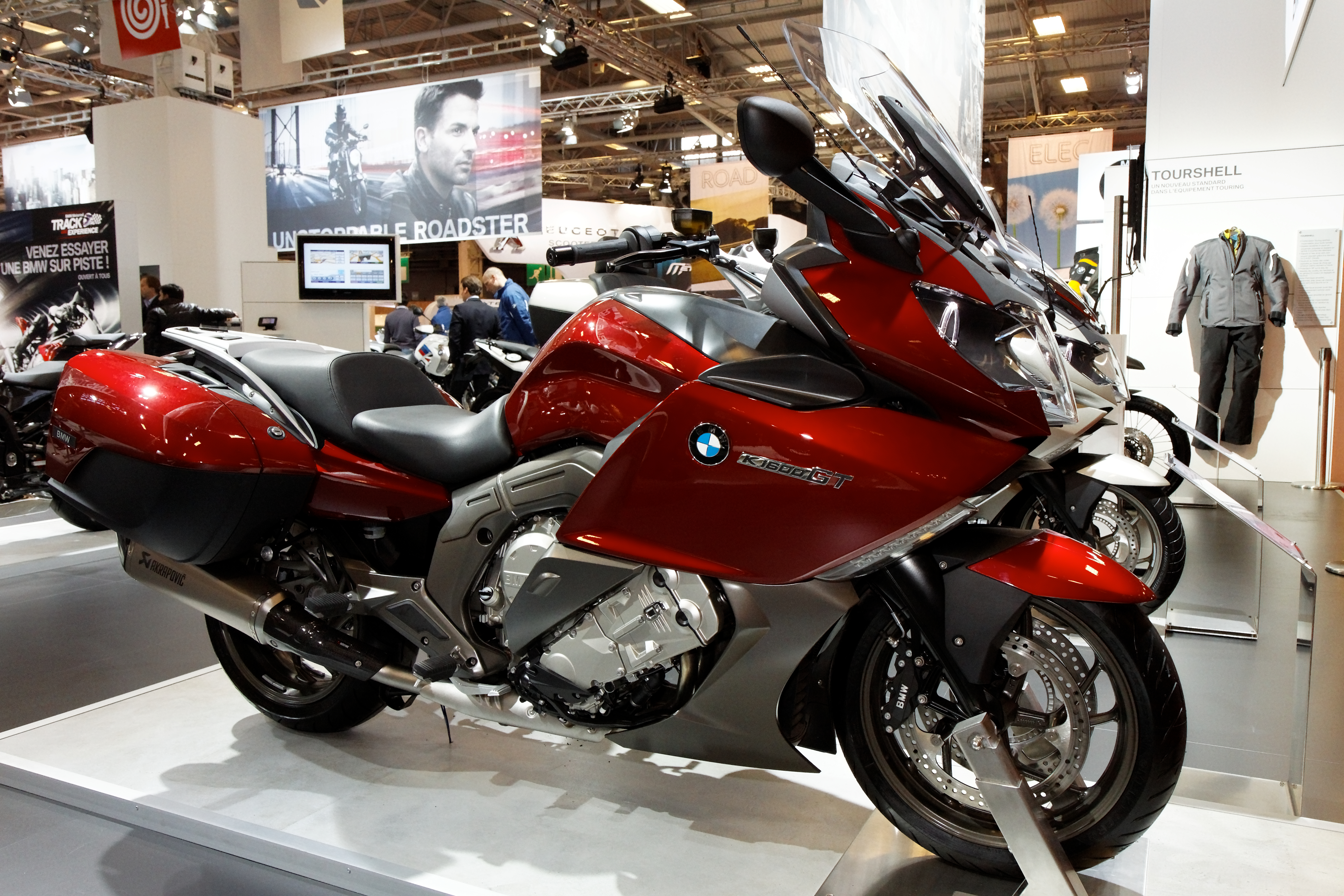
BMW K 1600 GT, 2011

- K 1600 GT, Tourer
- K 1600 GTL, Luxustourer
- K 1600 Grand America, Luxustourer
- K 1600 B, Bagger[2]

## F-Baureihe
Die F-Baureihe – das Präfix F steht für Fun bzw. Funduro – wurde 1993 mit einer Zusammenarbeit von BMW, Aprilia und Rotax begründet. Als Resultat wurde 1993 die F 650 vorgestellt (siehe auch die baugleiche Aprilia Pegaso). Bis 2018 wurden alle Motoren der F-Baureihe (Einzylindermotoren und Zweizylinder-Reihenmotoren) von Rotax gebaut.

### Einzylindermotoren
- F 650 (1993–2000), Straßenenduro
- F 650 ST Funduro
- F 650 CS Scarver
- F 650 GS (R13) (2000–2007) → G 650 GS (2009–2015), Enduro
- F 650 GS Dakar → G 650 GS Sertão[4]

### Zweizylinder-Reihenmotoren
- F 650 GS (K72) (~800 cm³, 2008–2012), Enduro
- F 700 GS (800 cm³) → F 750 GS, Reiseenduro, auch als Einsatzfahrzeug für Behörden
- F 800 S, Sportler
- F 800 ST → F 800 GT, Sporttourer, auch als Einsatzfahrzeug für Behörden
- F 800 R, Roadster
- F 800 GS → F 850 GS→F 900 GS, Reiseenduro, auch als Einsatzfahrzeug für Behörden
- F 800 GS Adventure → F 850 GS Adventure, Reiseenduro
- F 900 R, Roadster
- F 900 XR, Roadster

## G-Baureihe
Bei den Motoren der G-Baureihe handelt es sich ausnahmslos um Einzylindermotoren. Diese wurden und werden von verschiedenen Herstellen (Rotax, Kymco, TVS, Loncin) und an unterschiedlichen Orten der Welt (Österreich, Brasilien, Indien, Volksrepublik China, Taiwan) auch für lokale Märkte produziert.

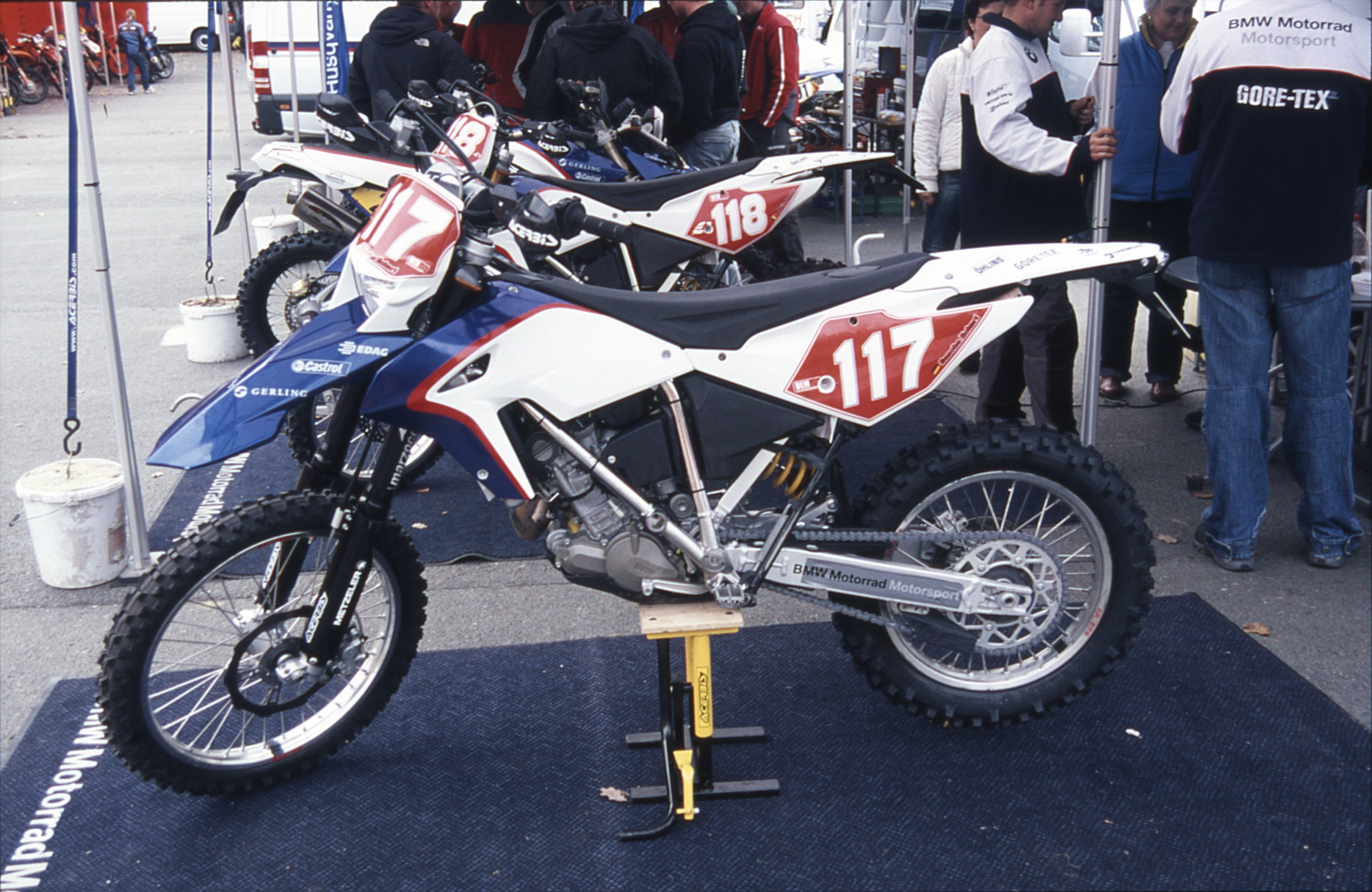
Prototyp der BMW G 450 X

- G 450 X (Motor von Kymco, gefertigt in Taiwan), Sportenduro
- G 650 X (entwickelt mit Aprilia, Motor von Rotax, ab 2008 gefertigt von Loncin Industries in Chongqing, Volksrepublik China)
- G 650 Xchallenge, Enduro
- G 650 Xcountry, Scrambler
- G 650 Xmoto, Supermoto
- G 650 GS (2009–2015, gefertigt in Manaus, Brasilien, ab 2011 auch in Deutschland verfügbar), Enduro
- 313-cm³-Motor von TVS Motor, gefertigt in Indien
- G 310 R (seit 2015, Naked Bike)
- G 310 GS (seit 2017, Enduro)
- G 310 RR (seit 2022)

## S-Baureihe (seit 2009)
Alle S-Maschinen haben einen Vierzylinder-Reihenmotor und vier Ventile pro Zylinder. Sie sind auf extreme Sportlichkeit gezüchtet und als Tourenmotorräder mangels Gepäckmöglichkeiten fast nicht zu nutzen. Ihr Revier ist das anspruchsvolle Landstraßen-Fahren und die Rennstrecke.
- S 1000 RR, Supersportler (seit 2009,[5] dritte Generation seit 2018[6])
- S 1000 R, Naked Bike (seit Ende 2013[7], seit Ende 2020 zweite Generation[8])
- M 1000 RR seit 2021
- M 1000 R seit 2022
- S 1000 XR, Reisesportenduro (seit Ende 2014[9], seit 2020 zweite Generation)
- M 1000 XR seit 2024

## C-Baureihe (Motorroller)
Der C1-Roller war bei Erscheinen eine Konzept-Revolution, mit einer Überdachung des Fahrers.
- C1 125 und C1 200 überdachter Motorroller (2000–2002)[10]
- C 400 X
- C 400 GT
- C 650 GT
- C 600 Sport
- C evolution, Elektromotorroller
- CE 02, Elektromotorroller für  Führerscheinklasse AM (unter 18 Jahre)[11]
- CE 04, Elektromotorroller

## HP-Baureihe (High-Performance)
- HP2 (Zweizylinder-Boxermotor)

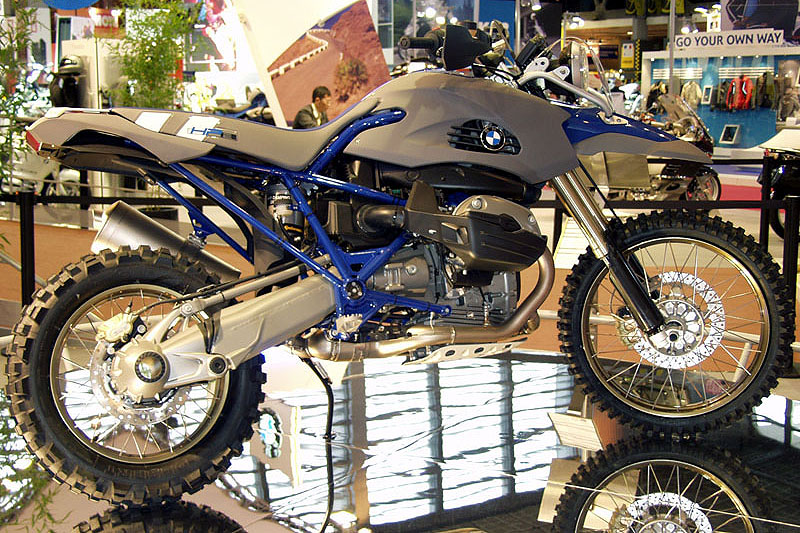
HP2 Enduro Mod. 2006

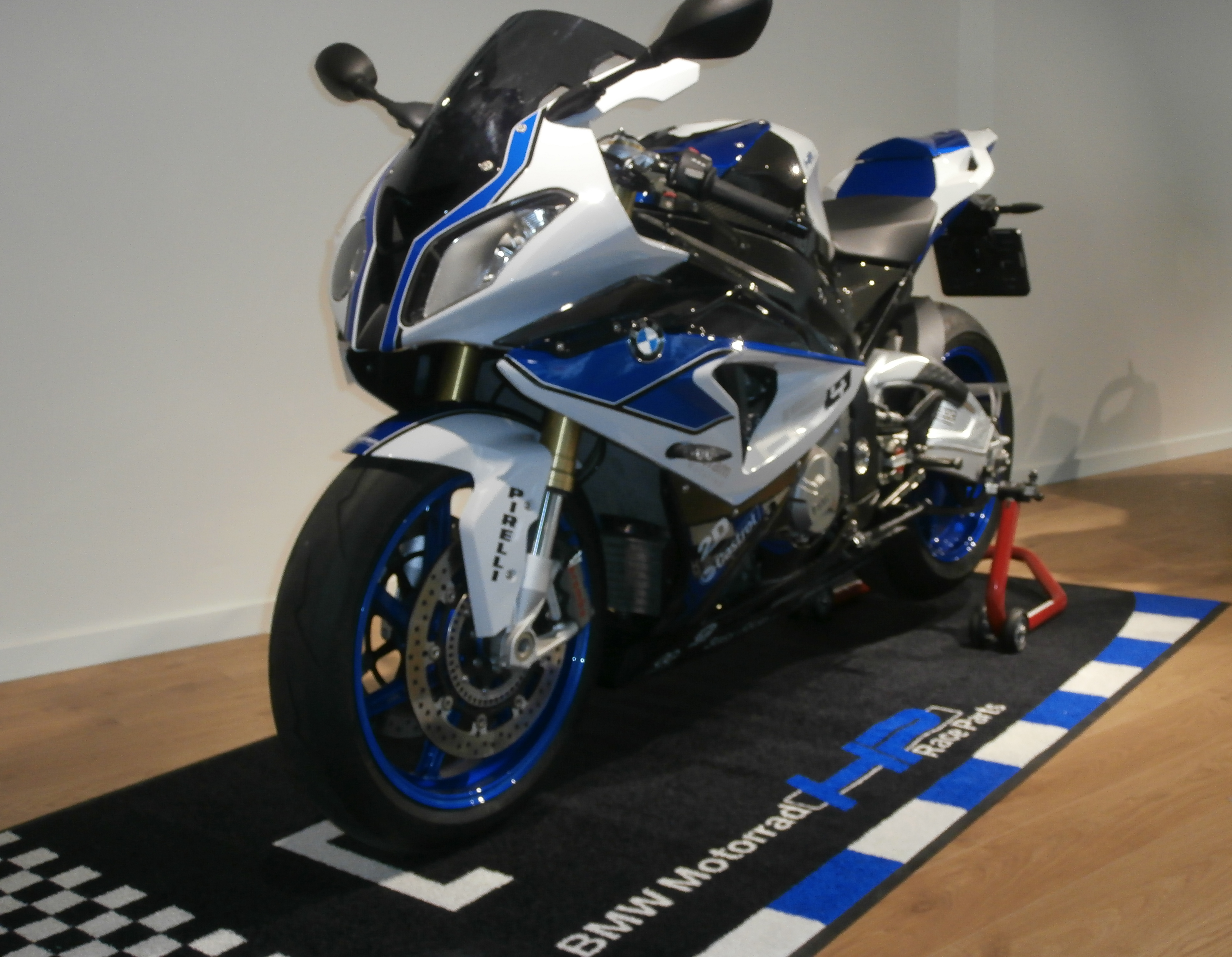
HP4

- HP2 Enduro (2005–2006), Enduro mit Gitterrohrrahmen und Upside-Down-Gabel, basierten auf der R 1200 GS (K25)
- HP2 Megamoto (2006–2008), Supermoto auf Basis der HP2 Enduro
- HP2 Sport (2007–2010), Race Replika auf Basis der  Langstrecken Rennmaschine
- HP4 (2012–2014), R4-Motor, Supersportler, basierend auf der S 1000 RR
- HP4 Race (seit 2017), Rennmaschine ohne Straßenzulassung[12]

## Typenbezeichnungen
Der erste Buchstabe beschreibt den Fahrzeugtyp, gefolgt von der Hubraumgröße und einer Modellbezeichnung, etwa „GS“ für „Gelände & Straße“. Hierbei wurden bis heute folgende Abkürzungen verwendet:
| Abkürzung  | Bezeichnung            | Anmerkung                                        |
| ---------- | ---------------------- | ------------------------------------------------ |
| GS und G/S | Gelände Straße         | Reiseenduros, ab 1988 ohne Schrägstrich          |
| RS         | RennSport              | Sporttourer                                      |
| RT         | Roadster Touring       | Tourer                                           |
| LT         | Luxus Tourer           | Tourer                                           |
| GT und GTL | Grand Tourismo (Luxus) | übersetzt: »Große Reise«. Tourer                 |
| ST         | Strada                 | aus namensrechtlichen Gründen später „umgetauft“ |
| CS         | City Scarver           | Scarver (Kofferwort aus Street und Carver)       |
| R          | Roadster               | in der Regel ein Naked Bike                      |
| RR         | Road Race              | Supersportler                                    |
| S          | Sport                  | Supersportler                                    |
| XR         | Cross Road             |                                                  |
| CS         | Classic Sport          |                                                  |
| C          | Cruiser                |                                                  |
| B          | Bagger                 |                                                  |

## Behördenmodelle (weltweit, Galerie)

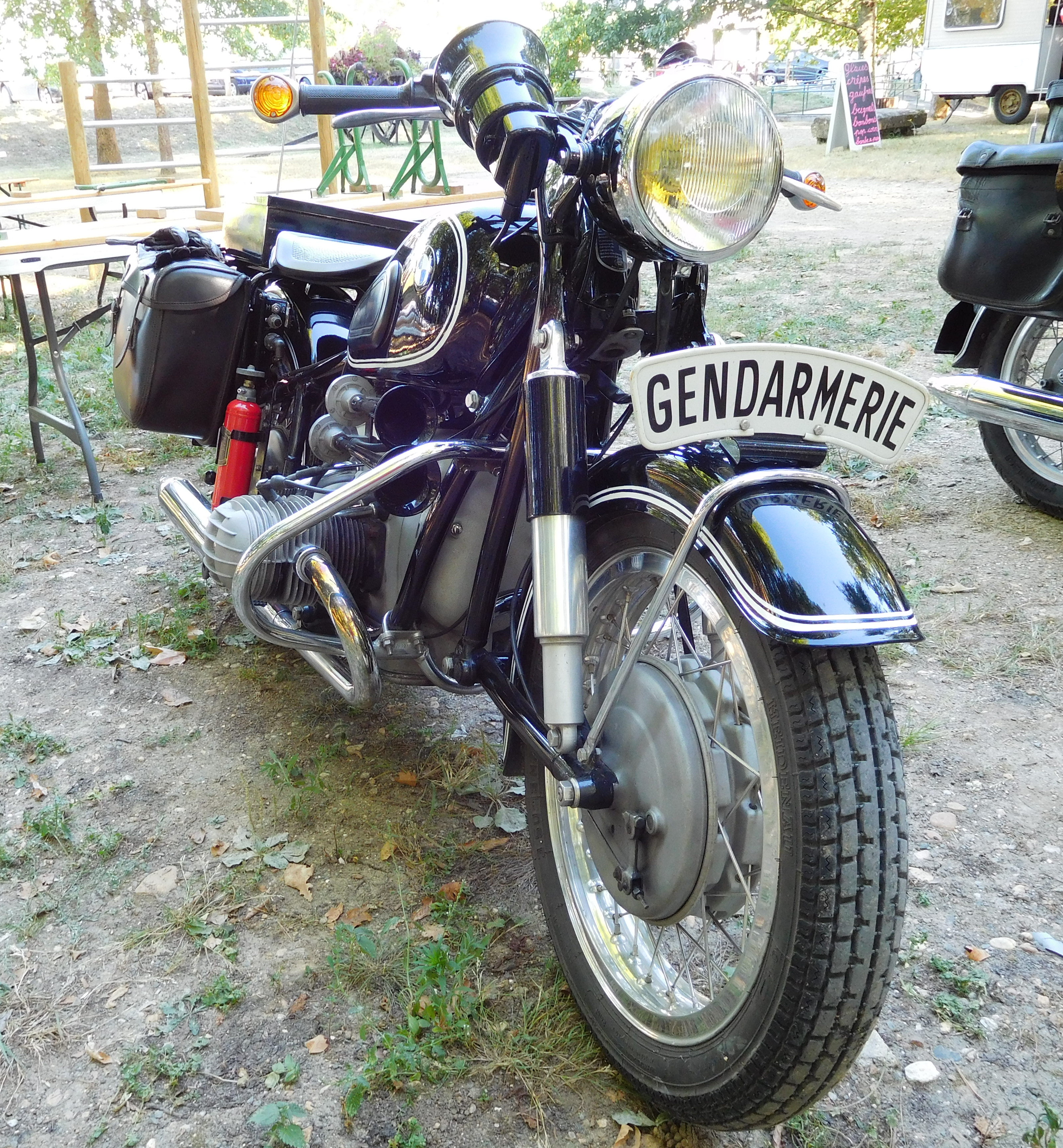
Frankreich
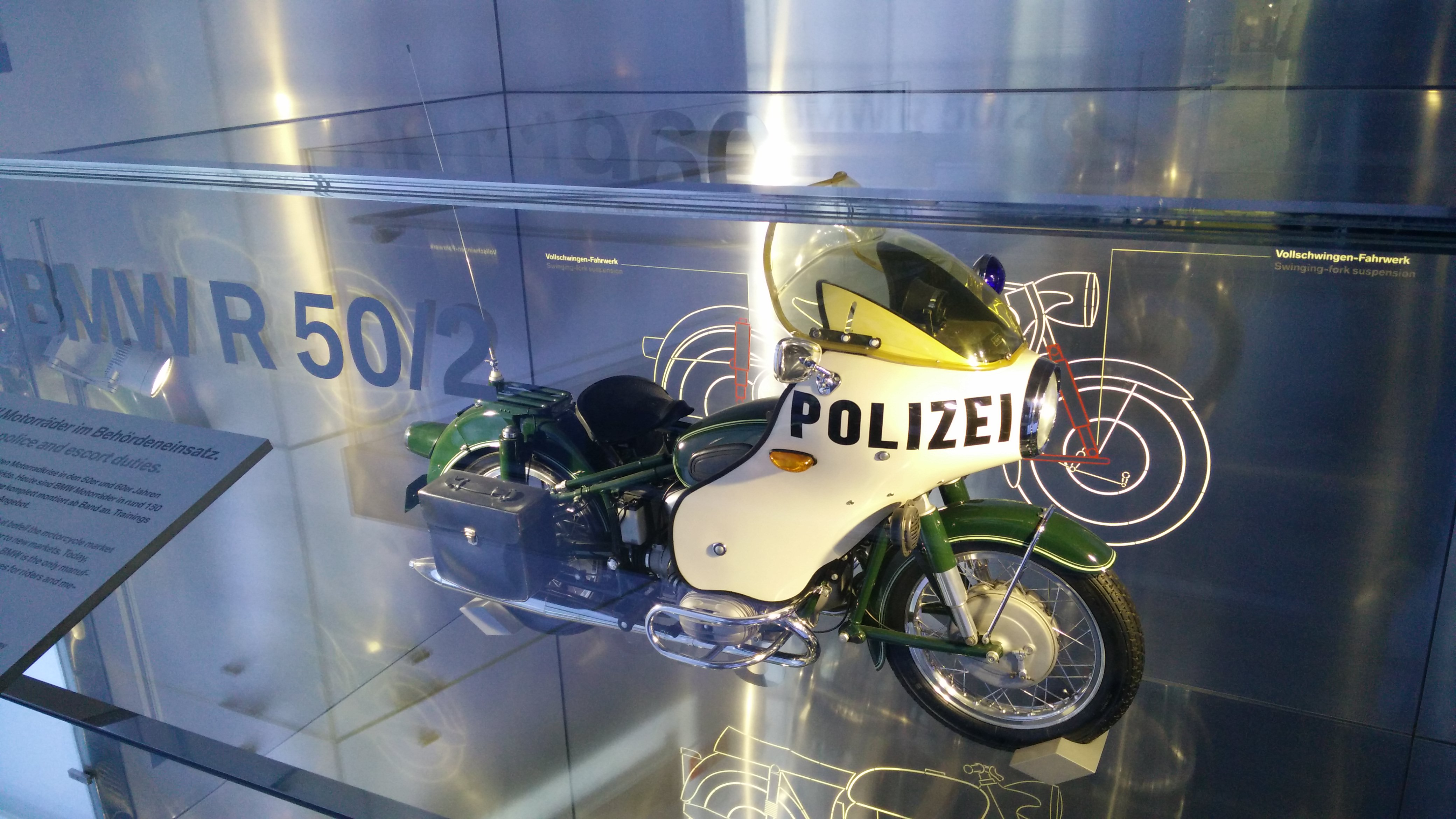
R50/2 mit Verkleidung
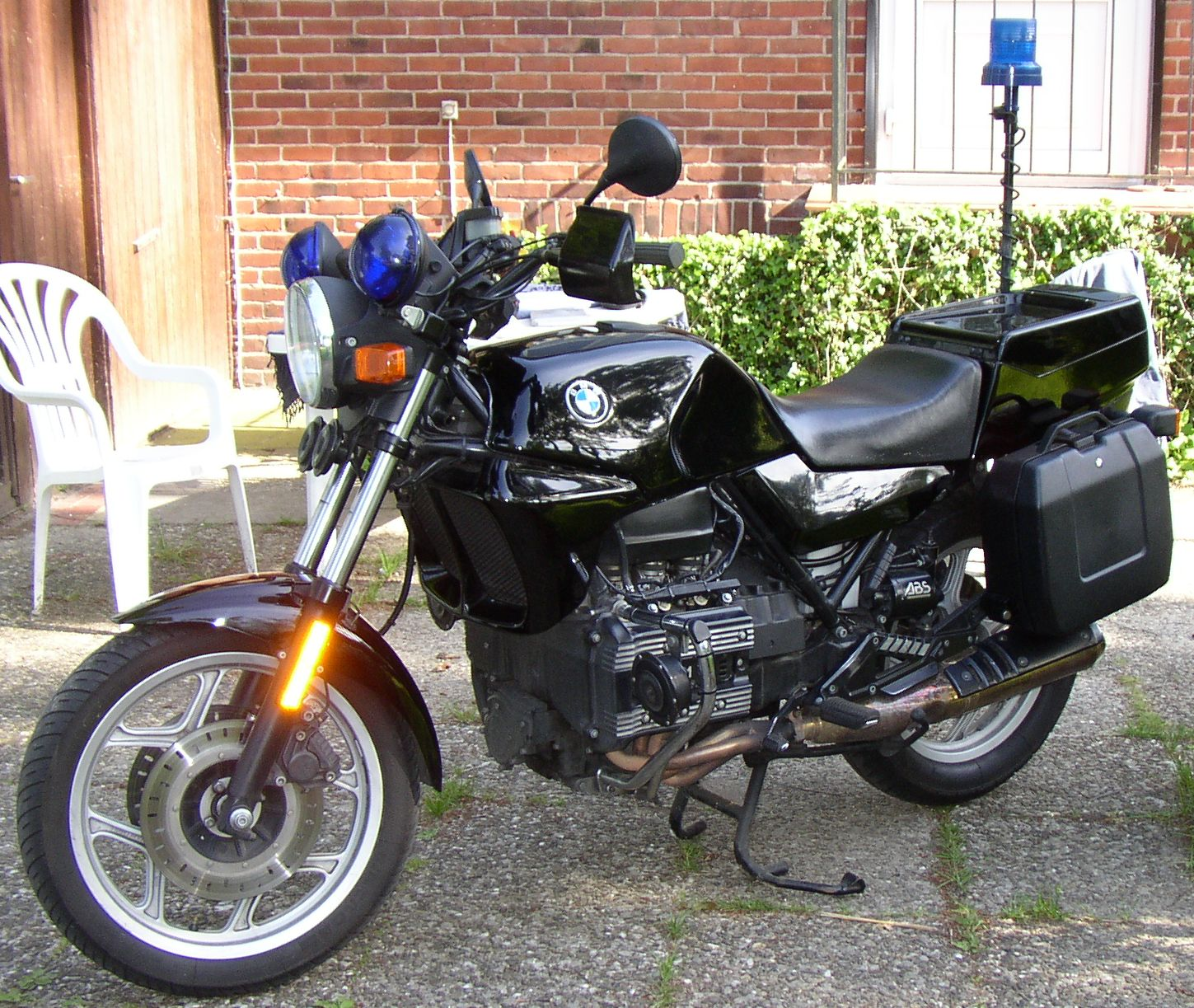
Eskorten-Motorrad K75, 1985–1996
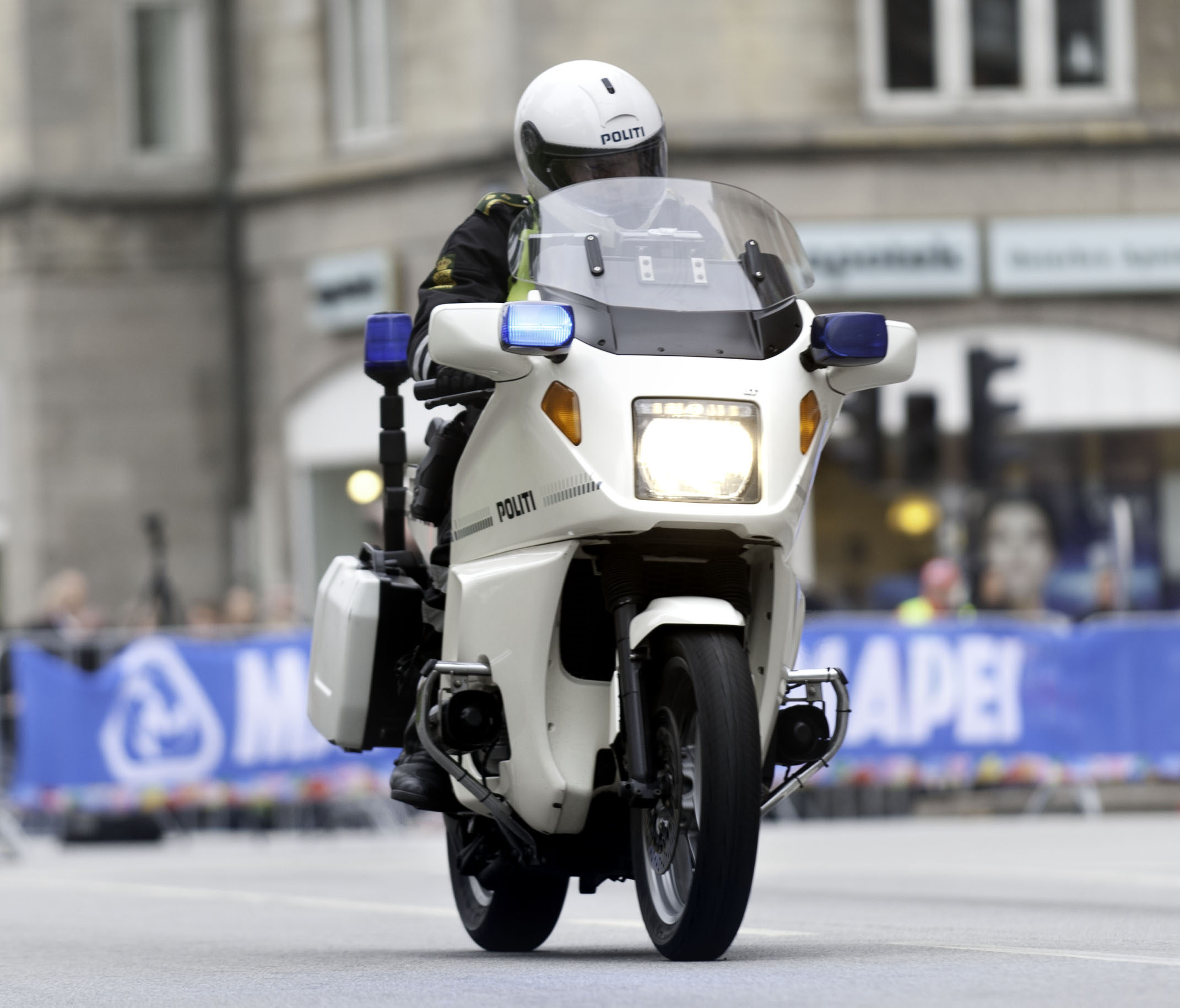
K 1100 LT, Dänemark
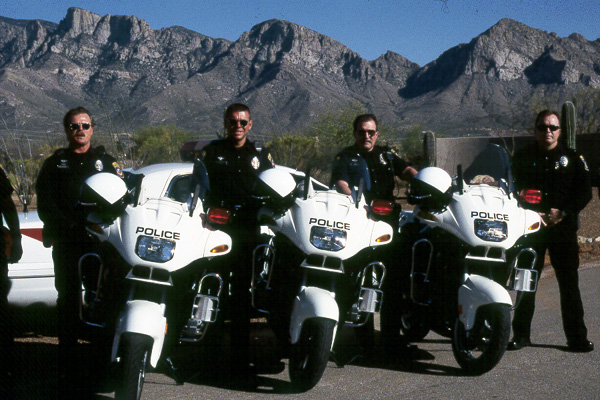
R 1100 RT Police USA, 1995–2000
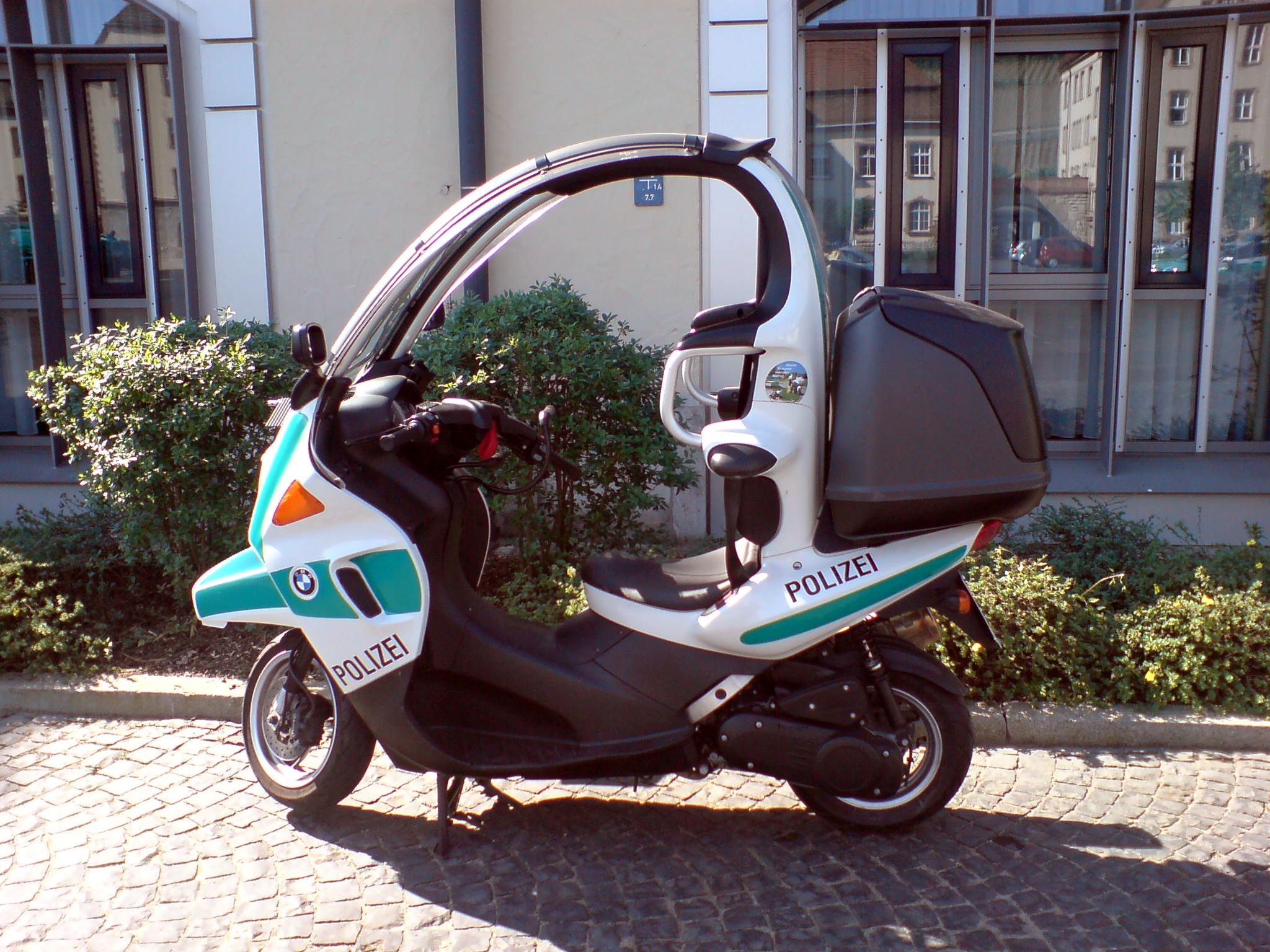
BMW C1, etwa 2002
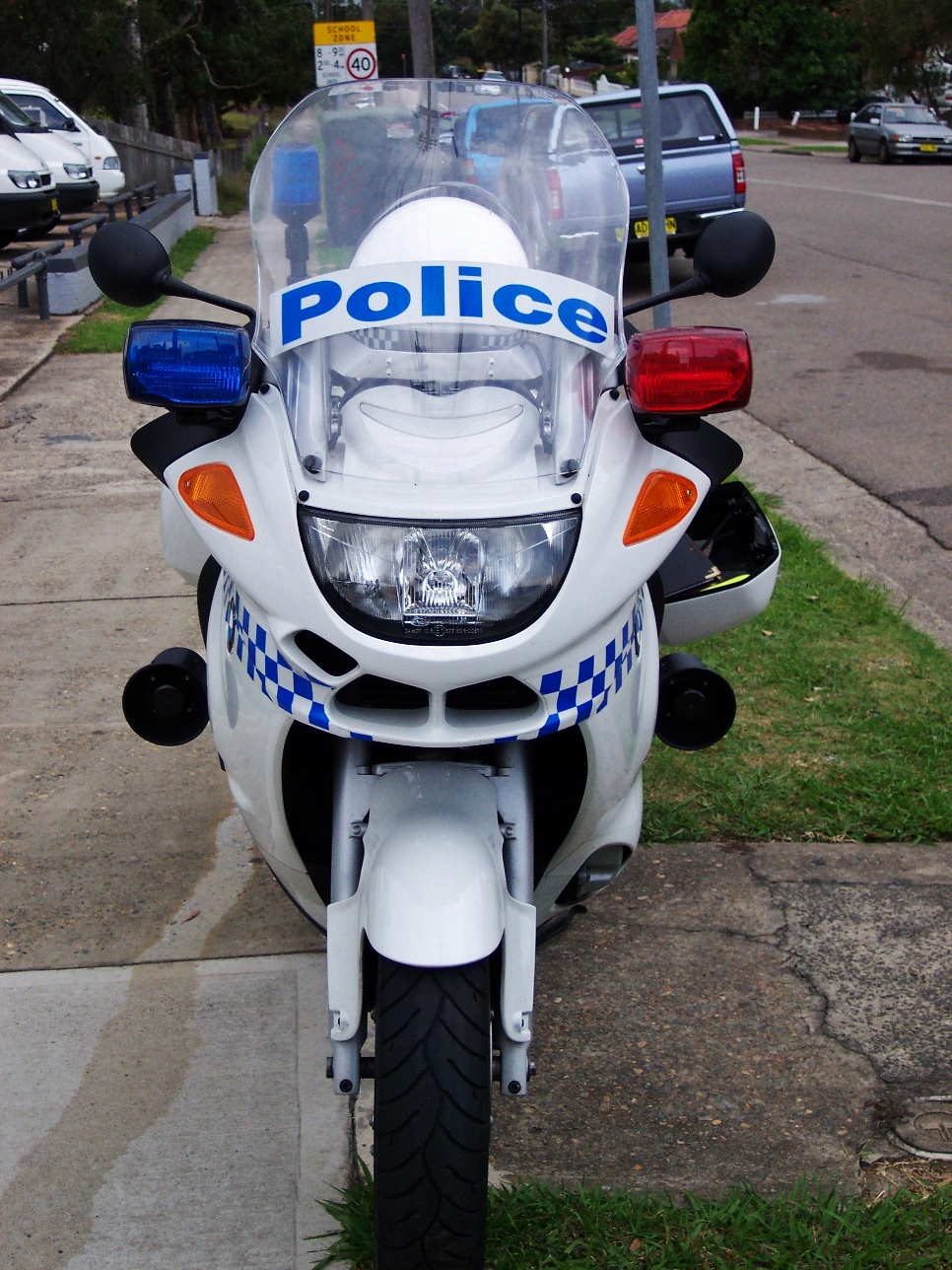
BMW K 1200, 2003
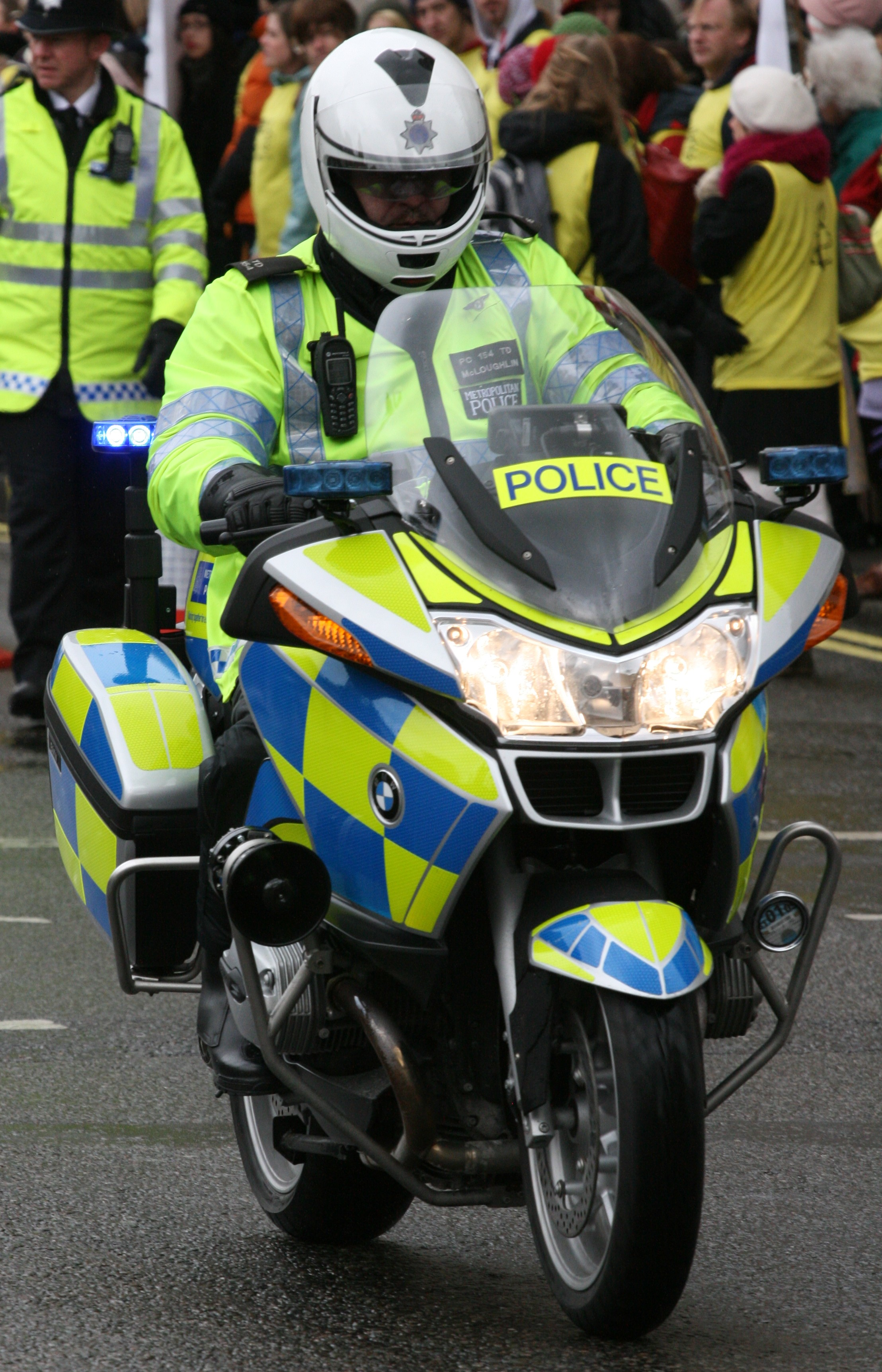
R 1200 RT, London 2008
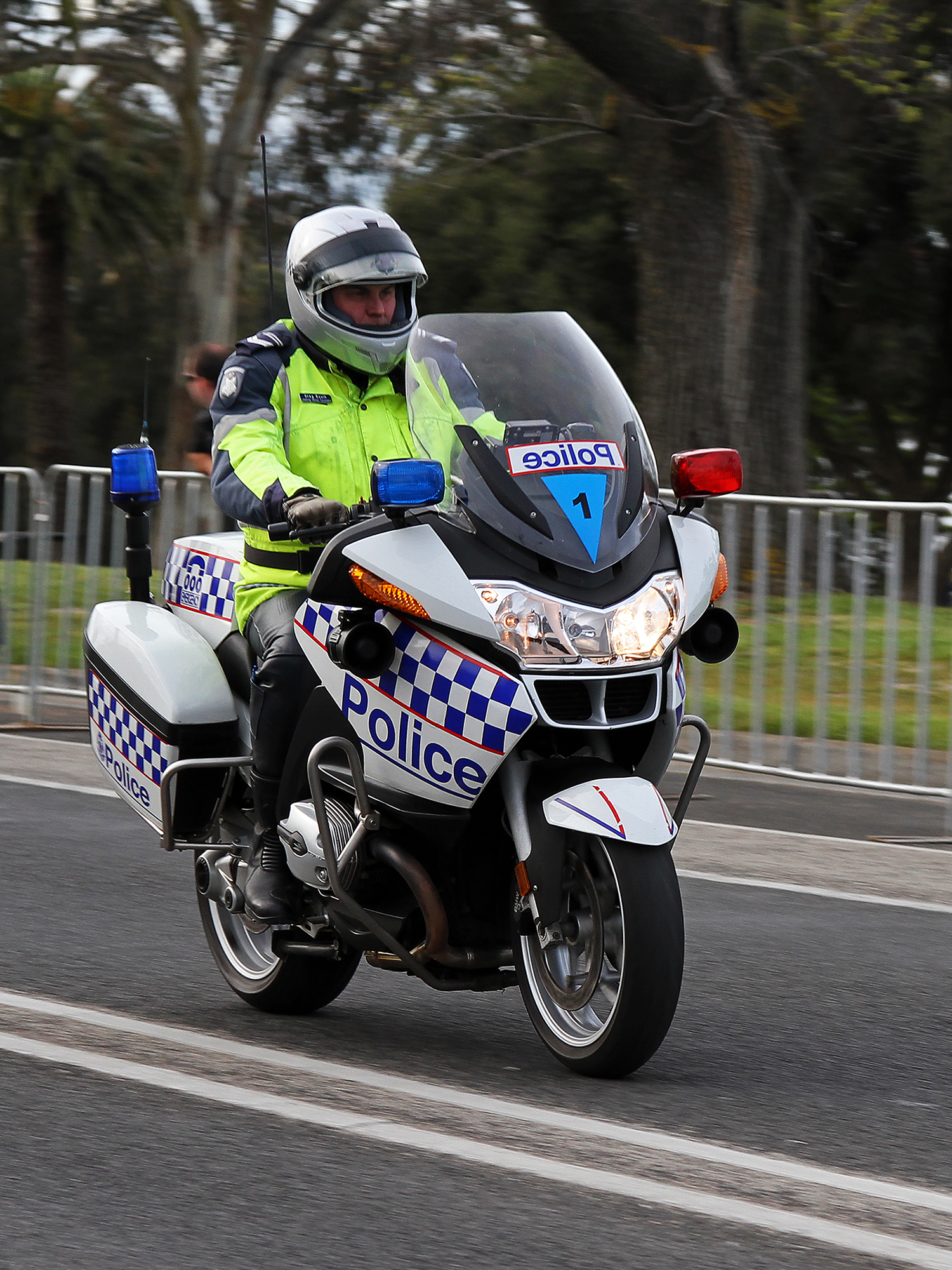
R 1200 RT, Australien 2010
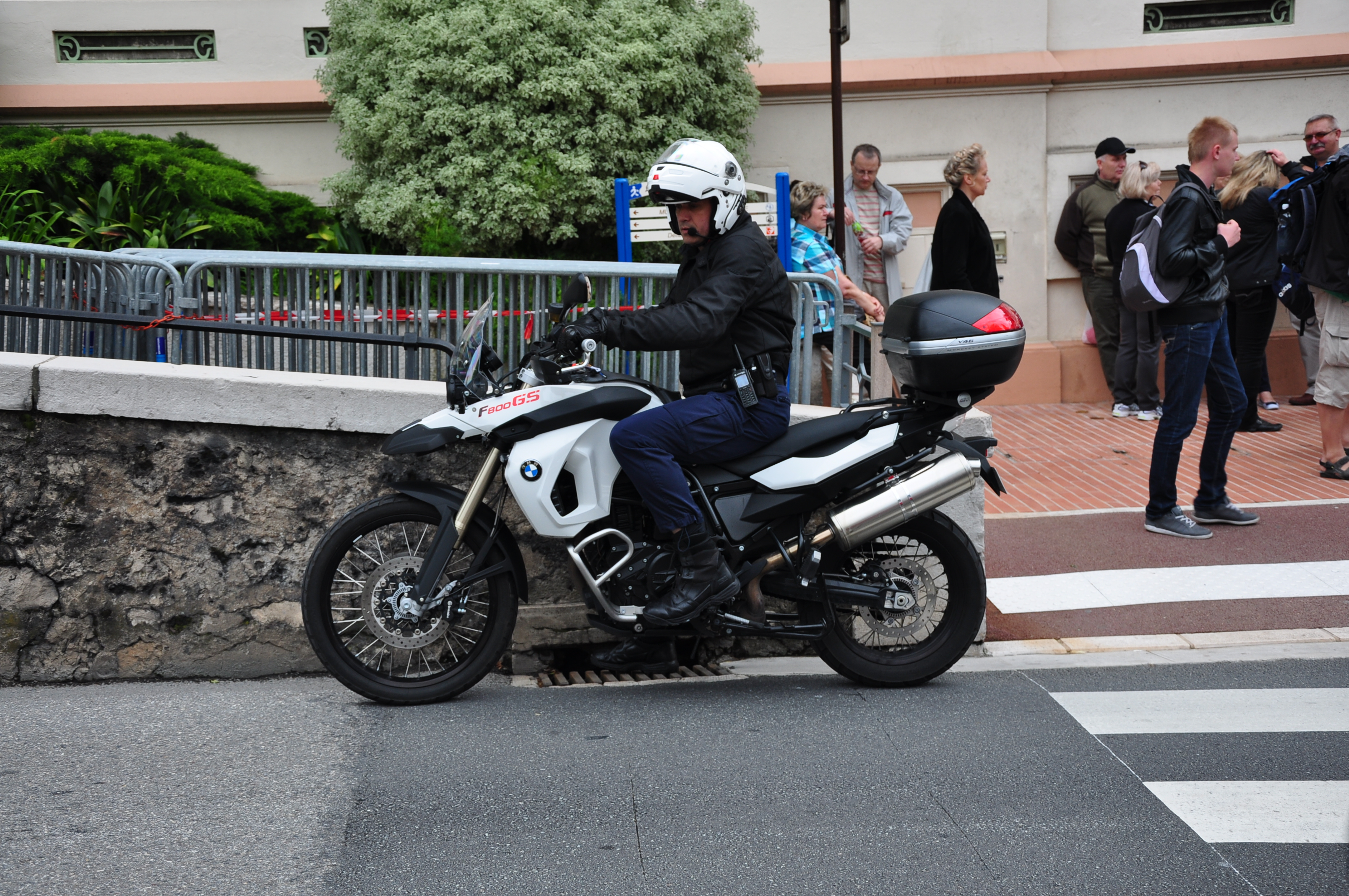
F 800 GS, Monaco 2012
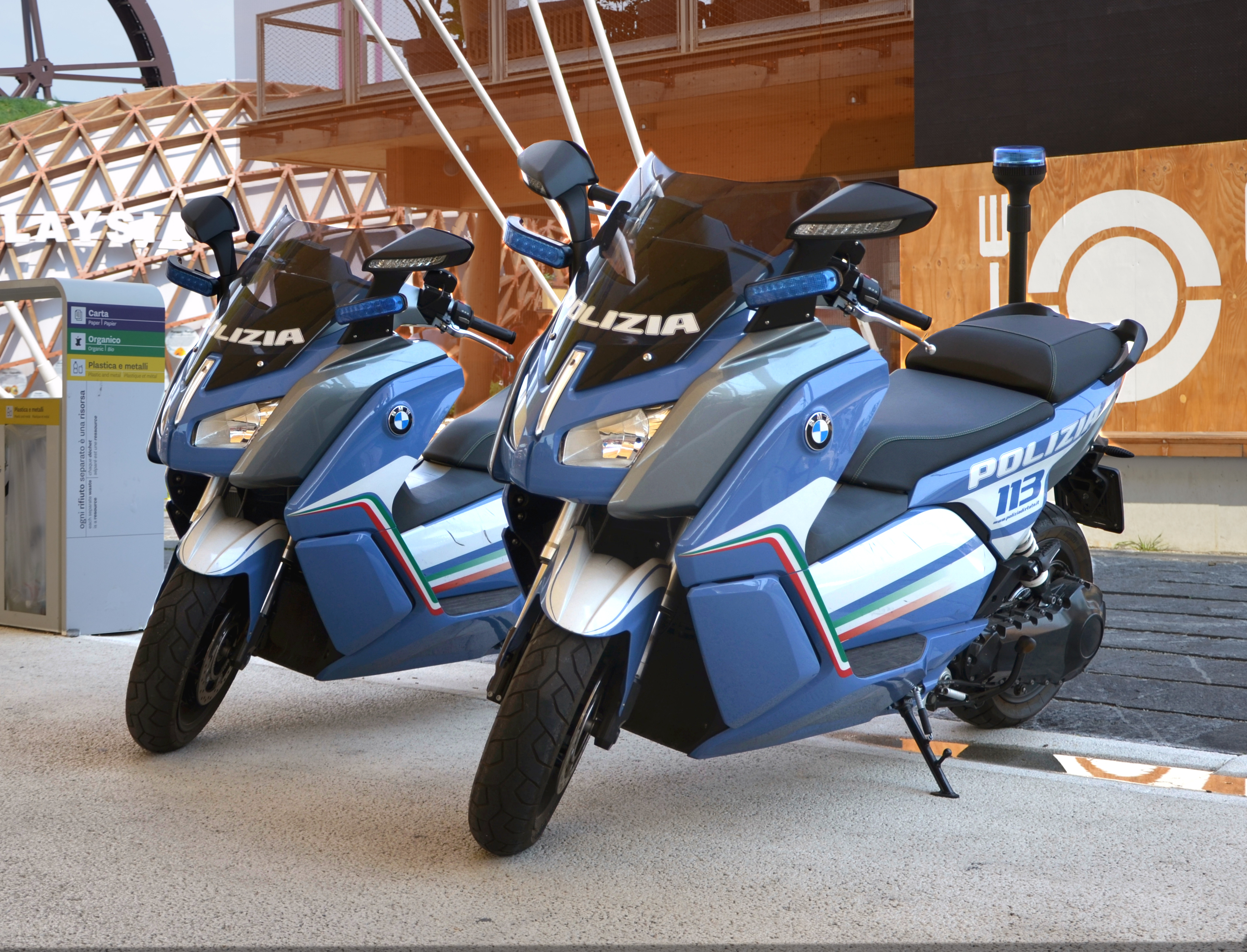
C evolution Polizia italiana, 2013–2021